# 西武6000系電車
西武6000系電車（せいぶ6000けいでんしゃ）は、1992年（平成4年）に運行を開始した西武鉄道の通勤形電車。

## 概要
帝都高速度交通営団（現在の東京地下鉄）有楽町線との相互直通運転用車両として、1992年（平成4年）6月1日から営業運転を開始。10両編成25本が製造され、1995年度までは東急車輛製のステンレス車体、1996年度からは日立製作所製のアルミニウム車体となる。
本系列は今後の西武鉄道の標準車両と位置づけられ、「旅客サービス向上」「省エネルギー化」「メンテナンスフリー化」などをコンセプトに設計された。
従来の101系や2000系に代表される「黄色い電車」のイメージから大きく変わり、20000系などとともに新たな西武電車の標準を確立した。西武の車両では初の10両固定編成で、本系列の投入以後、西武線における日中の優等列車の10両編成化が進行した。この結果、本系列は池袋線においての主力車両となっている。なお、補助電源などの関係で営業運転では10両固定編成でのみ使用される。
車両番号は新しい方式を採用した。これは1000の位で車両形式、100の位で連結位置（号車）、下二桁で編成番号を表すもので、営団地下鉄で採用していた付番方式である。飯能・西武新宿寄りから6100形・6200形 - 6900形・6000形とされ、固定編成の連結位置が容易に判別できる。

## 構造
本項では特筆のない限り、落成当時の仕様について述べる。

### 次車分類
- 1次車（1991年度・1992年度製） 6101編成・6102編成
- 2次車（1993年度製） 6103 - 6107編成
- 3次車（1994年度製） 6108 - 6112編成
- 4次車（1995年度製） 6113 - 6117編成
- 5次車（1996年度製） 6151 - 6155編成
- 6次車（1997年度製） 6156 - 6157編成
- 7次車（1998年度製） 6158編成

### 車体
西武では初となる軽量ステンレス車体を採用、東急車輛製造にて製造されている。車体は無塗装とし、幕板部と腰板部はビード加工でBG仕上げ、吹寄せ部はダルフィニッシュ仕上げである。ステンレス鋼の採用で、在来車両に比べて軽量化が図られている。
前頭部はFRP成形品とし、西武鉄道の車両で初めて左右非対称構造を採用した。地下鉄線への乗り入れのため貫通構造とし、貫通扉を正面向かって左側へ寄せることで運転台スペースを広く確保している。扉は気密性を考慮したプラグドアで、合わせて非常用ハシゴも装備する。前照灯・尾灯は角形コンビネーション化され、8500系に近い表情を有する。上部には中央に行先表示器、左側の貫通扉上部に種別表示器、右側にマグサイン式の運行番号表示器、左右の両端に通過標識灯（急行灯）を設けている。塗装はシルバーメタリックをベースとし、窓下に西武ブルーを配している。貫通扉部には3000系に続き2例目となる車両番号表記（切り抜き文字）が入る。裾部にはステップが設けられており、1次車では先端が角型にとがっていたが2次車以降は丸くなった。下部には排障器を備え、連結器は密着連結器を装備する。
無塗装となった側面にはドアを含めて前面と同じ西武ブルーの帯が入れられ、幕板部は単色、太さのある腰板部は上部に白色のラインを挟む。2次車以降では乗務員室扉から前頭部までの間の帯が省略された。扉や窓の配置は新2000系とほぼ同一であるが、側窓の左右寸法に僅かな変更がなされている。本系列では幕板部2箇所に車外スピーカーの準備がなされているほか、車側灯の配列が独自のもの（非常通報用を左にドア1つ分離して設置）となっており、また行先表示器の横幅と取付位置も新2000系とは僅かに異なる。行先表示器の位置については当初は側窓と左端を揃えていたが、6106編成から若干右側に変更された。
側面の車両番号表記は青色で、社紋と車種記号（クハ・モハ等）の表示がなくなり、数字のみエッチングプレートにより表記されている。エンド表記もエッチングプレート、1次車では文字以外のベース部分が青色であったが、2次車以降は無塗装である。
前面・側面の行先表示器は従来通りの字幕式で基本寸法も2000系と変わらないが、側面は種別・行先を分離したものとしており、トータルでの横幅が若干大きくなっている。内容としては西武線内のほかに直通用として有楽町線内の行先も収録、また新たにローマ字併記としている。前面の運行番号表示器は地下鉄用で、直通運用時のみ表示する。
屋根は5本ずつ計15本のビードが入り、通風器はステンレス製無塗装へ変更された。また1次車のみ、車端部の雨樋カバーが省略されている。
4号車は誘導無線機器の取付準備がされており、アンテナ設置箇所は妻面の手掛を一部省略、向かい合う箇所も同じ範囲で折り畳み式としている。

#### アルミ車体の採用
5次車ではさらなる軽量化のため、西武鉄道で初のアルミ製車体を採用、日立製作所での製造に変更された。構体はアルミの大形押出形材を組み合わせたもので、既存の6000系のイメージを残すため、グレーの塗装がされている。屋根のビードはない。あわせて前頭部もアルミ製削り出し品とされ、細部に違いが見られる。識別のため車両番号が50番台となったが、基本的な仕様はステンレス車に準拠したものになっている。誘導無線は3号車へ変更となっている。
あわせて各部に変化があり、アルミ製になった前面ではステップ部の形状が変更、側面では窓の縦桟が黒色化、帯の幅（上下寸法）が若干太くなり位置も僅かに変更、さらに車両番号表記も切り抜き文字に回帰した。このほか転落防止幌（帯はない）を当初より設置しており、妻面では手掛が若干内側に、また窓の幅が若干狭くなっている。なお転落防止幌については誘導無線アンテナ隣接箇所では短いものが取り付けられた。また折り畳み式の手掛は若干大型化されている。
6次車以降は製造時の工数低減やさらなる車両軽量化のため、側面の戸袋窓を廃止。あわせて当時既に使用停止していた通過標識灯も省略、また妻面において誘導無線アンテナ裏も折り畳み式の手掛が設置された。
編成重量はステンレス製の1 - 4次車で339.2 t、アルミ製の5次車で325.1 t、戸袋窓を廃止し台車を変更した6・7次車で310.1 tとなっている。1 - 4次車と6・7次車の編成重量の差は29.1 tにもなる。

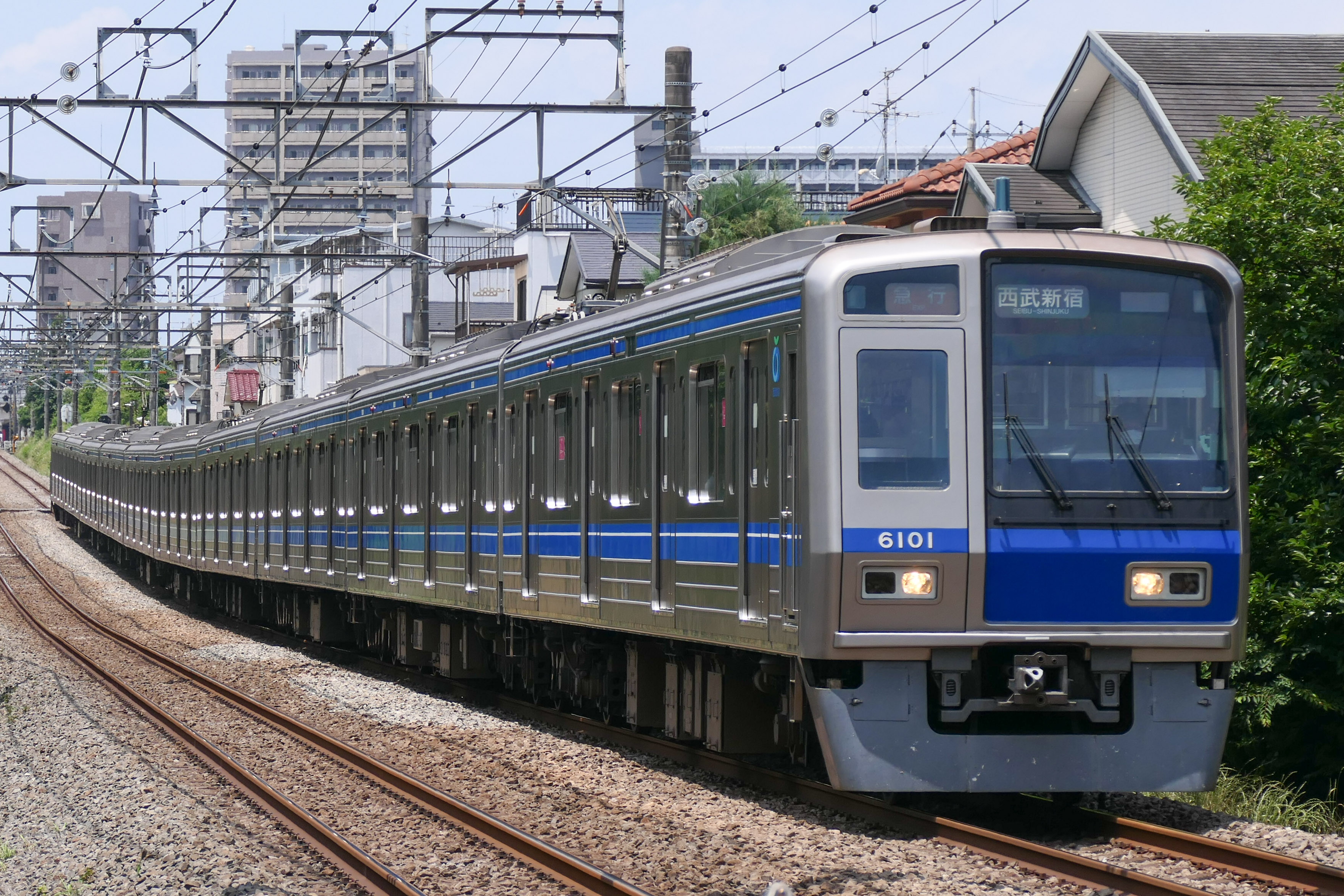
1次車は後述の副都心線対応改造を受けず、オリジナルの前面デザインを保っている。 （2021年5月 東伏見駅 - 武蔵関駅）
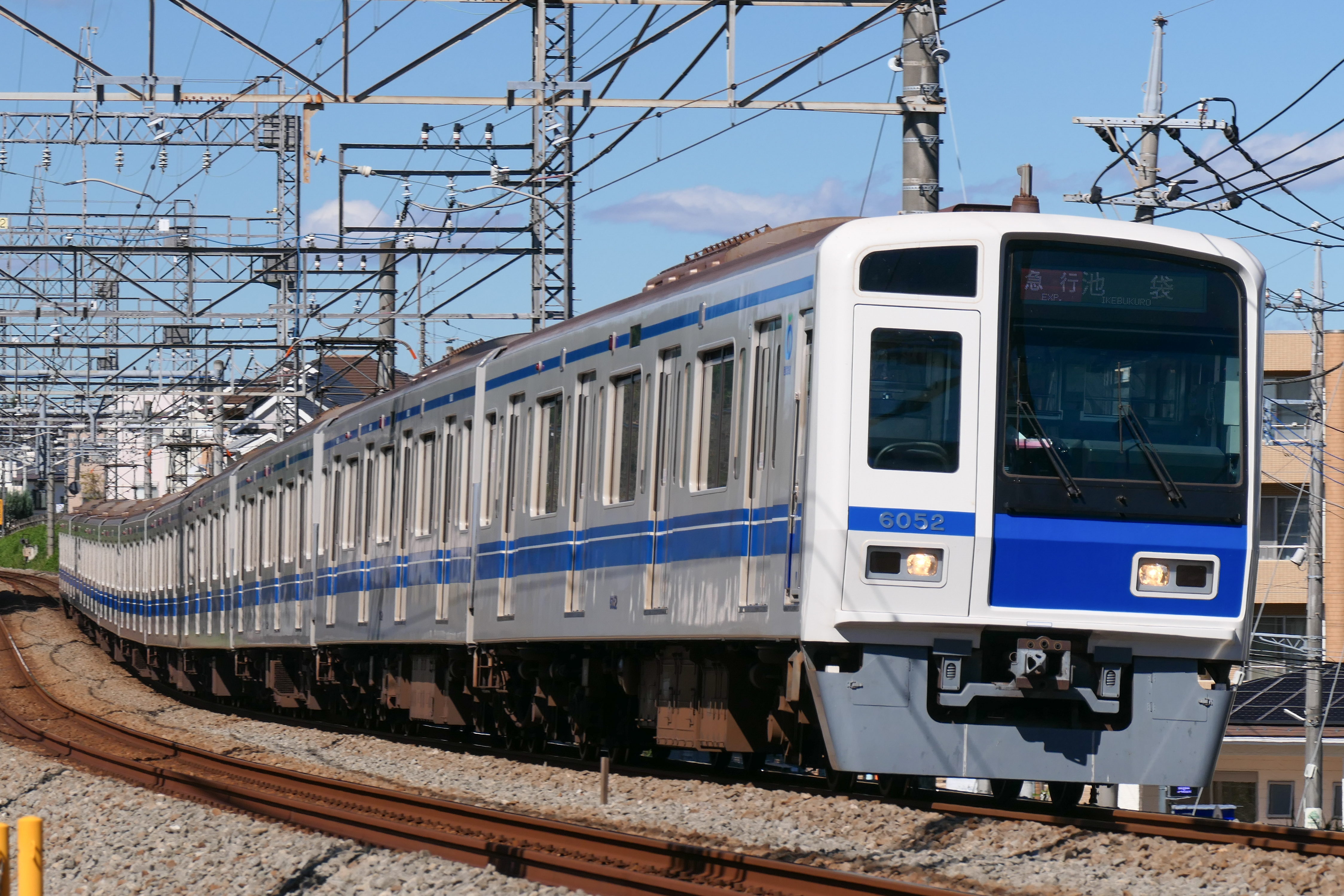
5次車はアルミ車体となり、50番台に区分される。 （2021年10月 小手指駅 - 西所沢駅間）
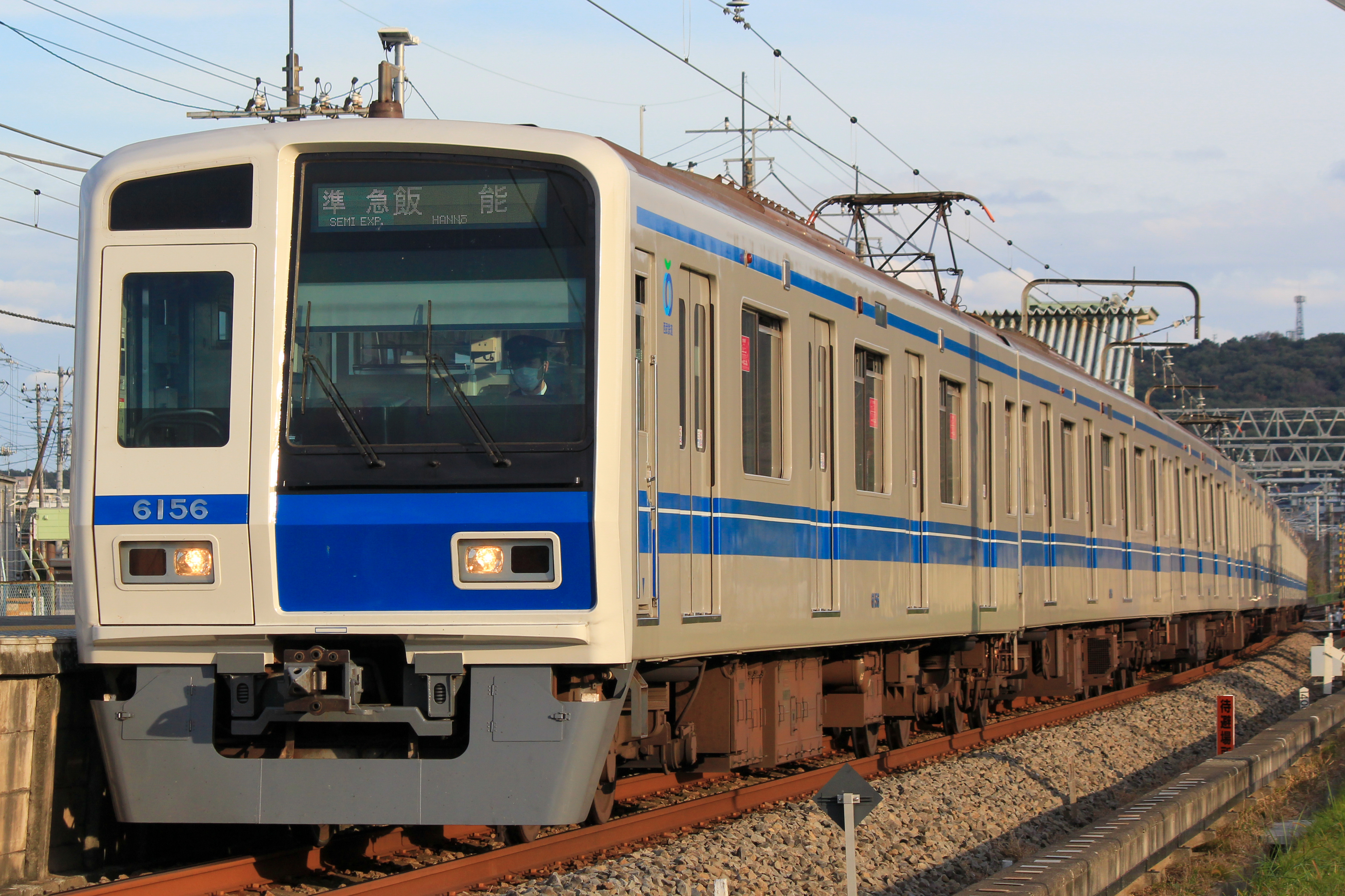
6次車からは戸袋窓が廃止され、さらなる軽量化が図られた。 （2021年11月 元加治駅）

### 内装
壁面は「リンクル模様」の入ったアイボリー系の化粧板を使用。従来各車と同じく側面・妻面に対して天井周囲は模様が薄いものを用いている。床材は灰色のロンリウム（ビニル床シート）材であり、出入り口部は滑り止め加工品を用いている。主電動機の三相交流化に伴い、保守低減が可能となったことから、西武鉄道の車両では初めて主電動機点検蓋を廃止した。
座席は端部が4000系のような袖仕切構造となり、外側は灰色の化粧板、内側は座席と同じモケットが張られている。基本寸法は2000系以来のものを引き継いでいるが、奥行きは560 mmと若干小さくなった。また50番台においては扉間のものが僅かに拡大されて1人あたりの幅が440 mmとなっている。モケットについては一般部が青色とされ、背ずりには西武で初めて着座区分の模様が入れられた。模様は白色で、これは1次車で行った試験（奇数号車：白、偶数号車：赤）の結果によるもの。1次車も程なくして白色に交換されている。
シルバーシート（2000年度以降は優先席として案内）は各車1ヶ所、車端部に設置されており、奇数号車の池袋方と偶数号車の池袋方、向かって左側の当時における西武標準の配置である。この部分のモケットは西武標準の青緑色で区分模様はない。
客用ドアの室内側は化粧板仕上げとなった。窓は0番台は単板ガラス（室内側からの金枠抑え）、50番台は複層ガラス構造である。戸袋窓を廃した6次車以降は戸袋部に広告枠を設置。ドア付近の床面には滑り止めの凹凸が設けられており、0番台は特徴的な菱形のパターン（後に4000系2次車と9000系にも採用）であったが、50番台は一般的なライン状のものになっている。鴨居はFRP製のカバーとなり、中央に車内表示器、その右にドアチャイムのスピーカーが備えられている。50番台では案内表示器周囲の黒色部分が大きくなり、スピーカーは左右2つに増加した。
各ドアには後位側の座席下にドアコックが備えられているが、地下鉄への直通を考慮し案内表記は省略された。なお各車1箇所設けられている総括コックについては表記も備えられている。また6次車では広告枠の設置により総括コックのカバーが小型化されている。
貫通路は高さが1,850 mmとなって新2000系より20 mm拡大された。全ての妻面に貫通扉が設置されており、西武の通勤車では開く向きが全て揃えられている（飯能に向かって右側へ開く）が、本系列の4号車池袋寄りのみ逆向きである。
編成中2ヶ所には西武で初となる車椅子スペースを設置しており、2号車と9号車の車端部（編成中央寄り）、飯能に向かって右側に配置されている。安全手すりと非常通報器を備え、隣接する側窓は固定式となっている。なお1次車は当初設置されておらず、1998年（平成10年）ごろの定期検査に際して追設された。車椅子スペースの設置により、2号車においてはドアコックが変則的な配置（ドアの前位側）となる。
つり革はいずれも白色の丸形で、後に優先席付近のみ黄色へ変更された。なお機器の増加により妻面上部の張り出しが大きくなっており、車端部のつり革は本系列以降全ての箇所で4つとなっている。50番台ではドア付近の線路方向のものが製造時より設置されており、線路方向のつり手棒が車両全体で途切れずに一直線状になっていることが特徴（0番台やそれ以前の車両では改造により後付けしたためドア付近のみ位置がずれている）。
消火器はこれまで各車1箇所（乗務員室または床下）に設置されていたが、本系列では各車2箇所（乗務員室および各連結妻）に備えられた。
旅客案内には車内案内表示器（LED式）・ドアチャイム・自動放送装置・冷暖房表示灯などが西武で初めて採用された。また乗務員と相互通話可能な非常通報装置も初めて採用され、各車両2か所（車椅子スペース設置車は3か所）に非常通報器を設置している。
また2000系に続いて、AM・FMのラジオ中継装置が搭載されている。Tc2の屋上にアンテナを設置し、車内の吊手棒からAM波を、各妻面内部のロッドアンテナからFM波を輻射する。
1 - 4次車（ステンレス車両）

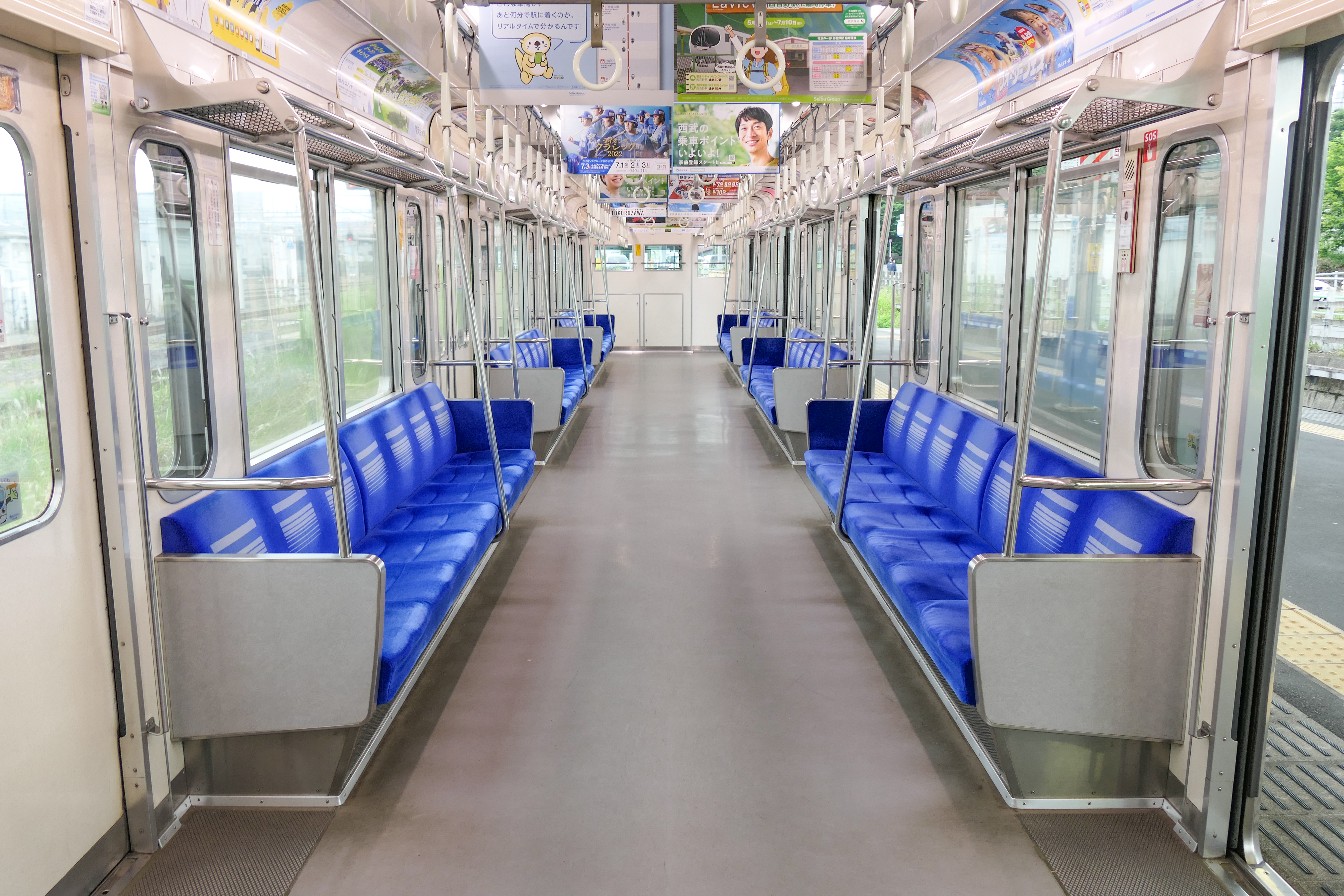
車内全景
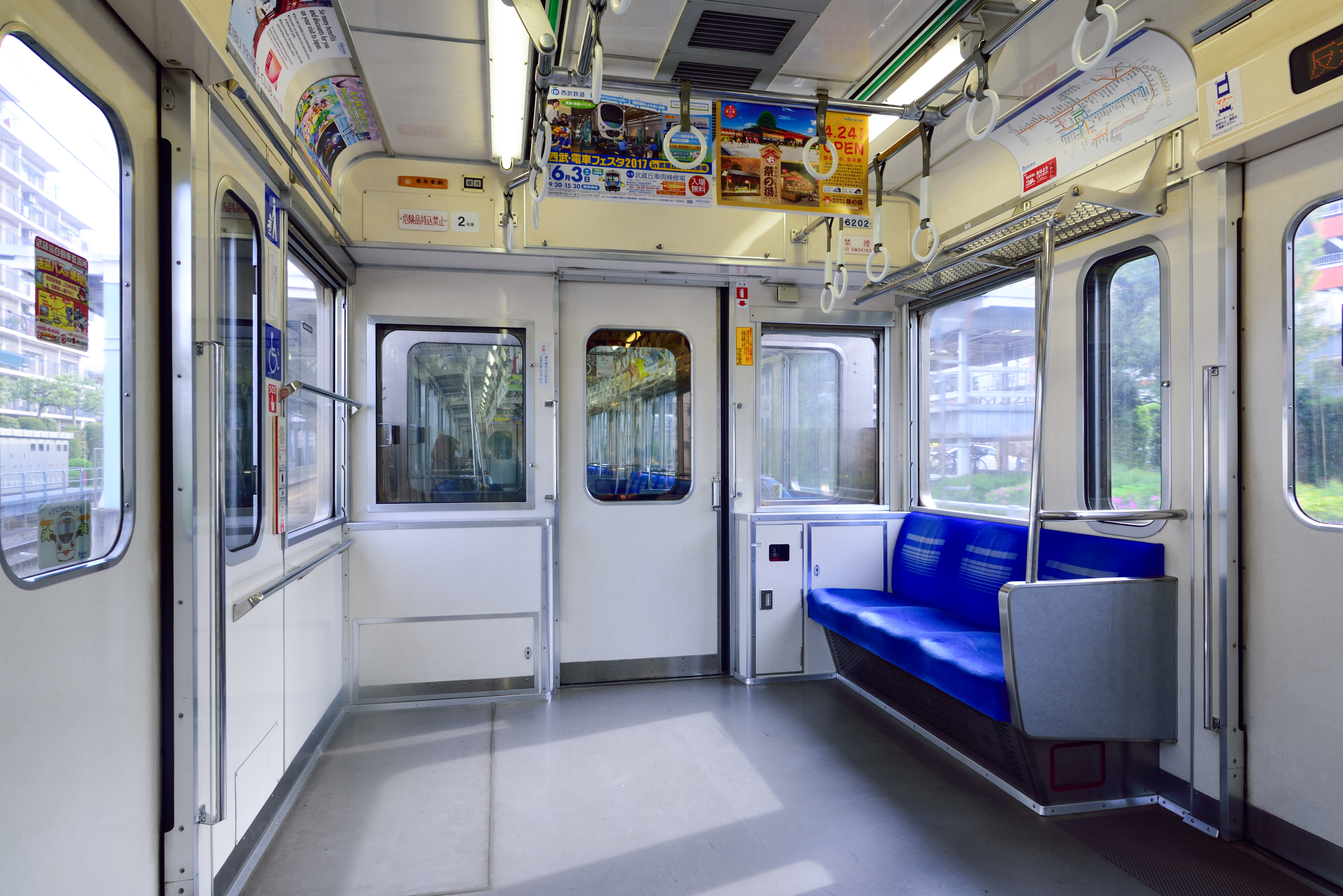
車端部の車椅子スペース
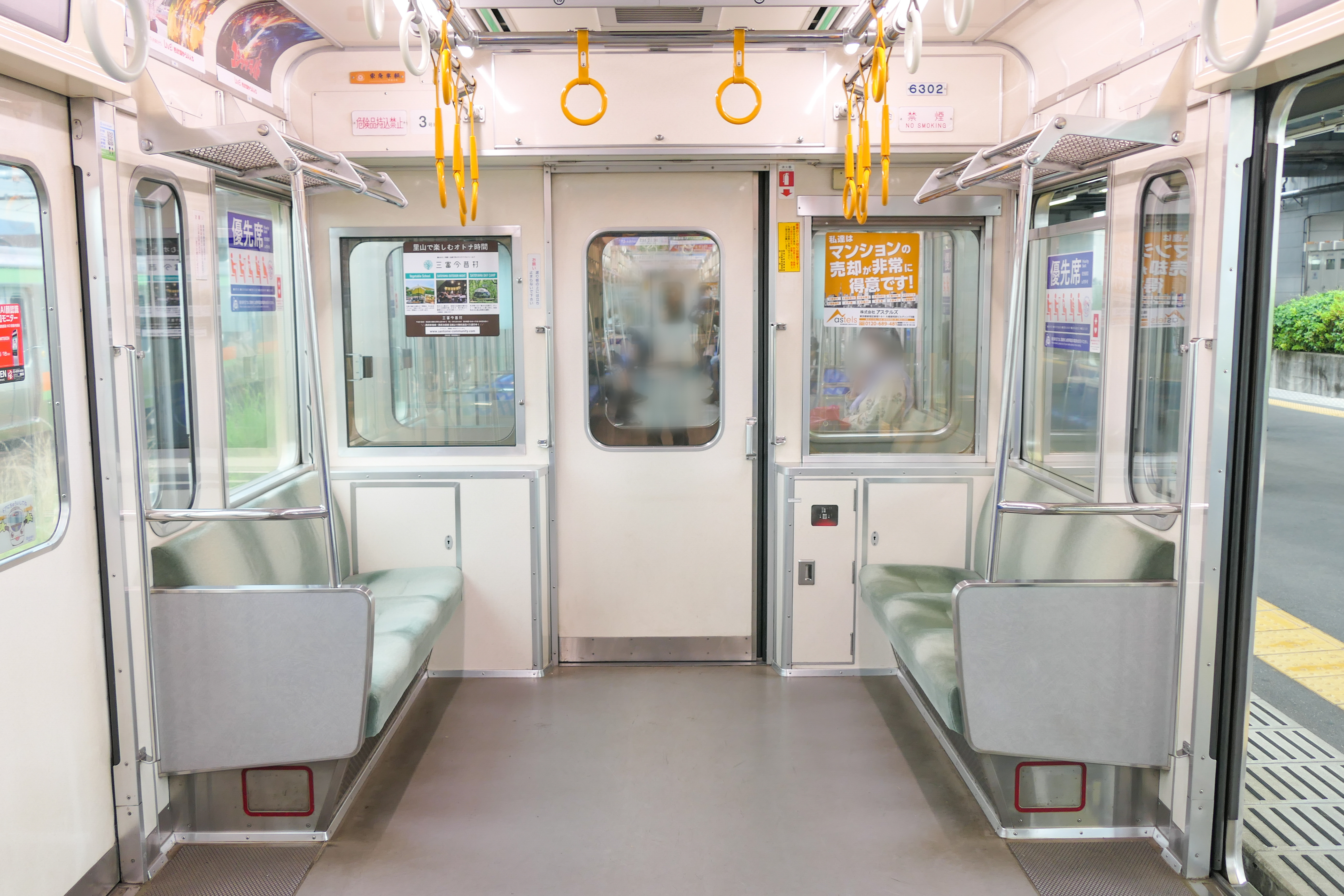
車端部の優先席
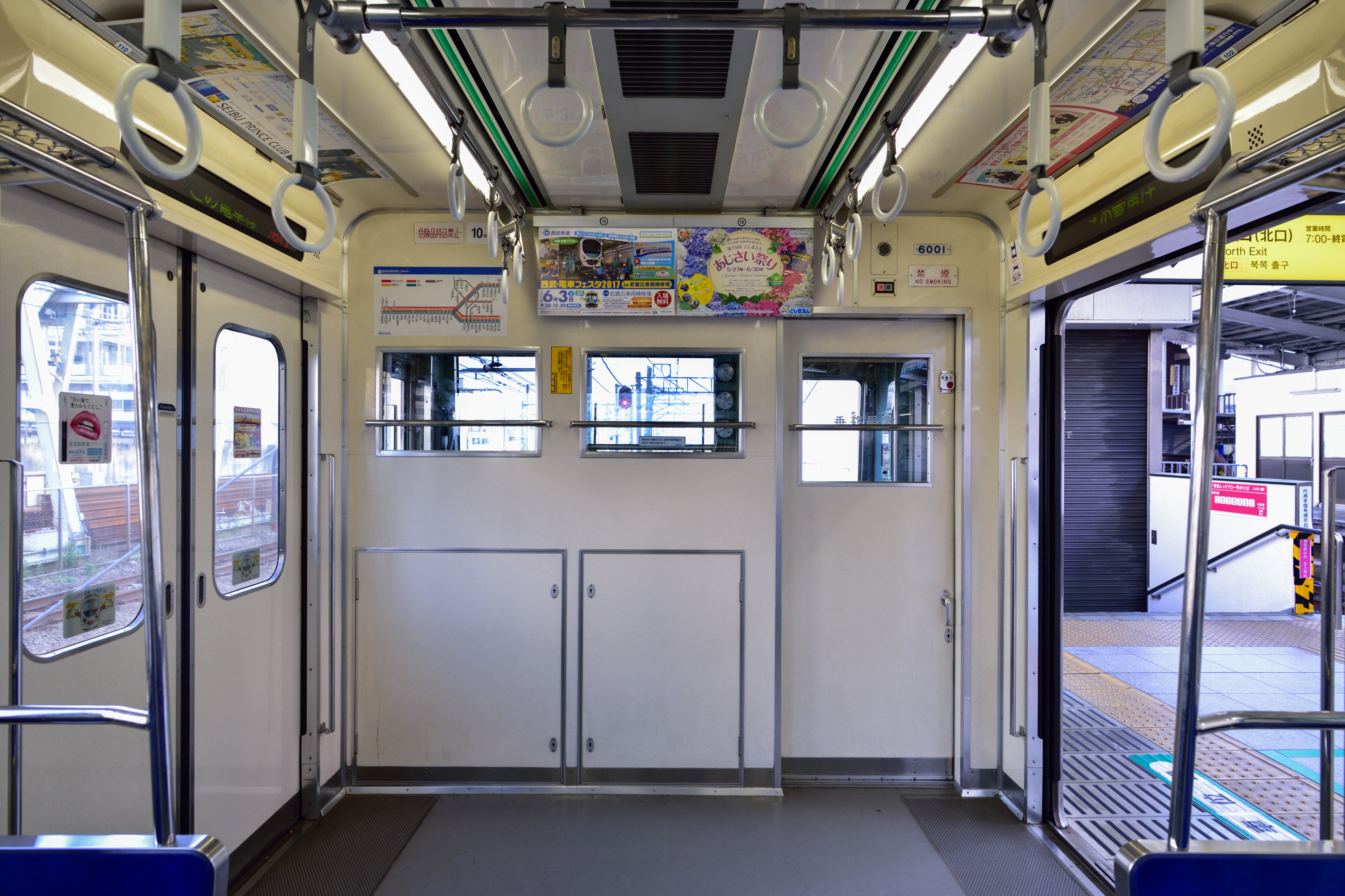
乗務員室背面の仕切壁
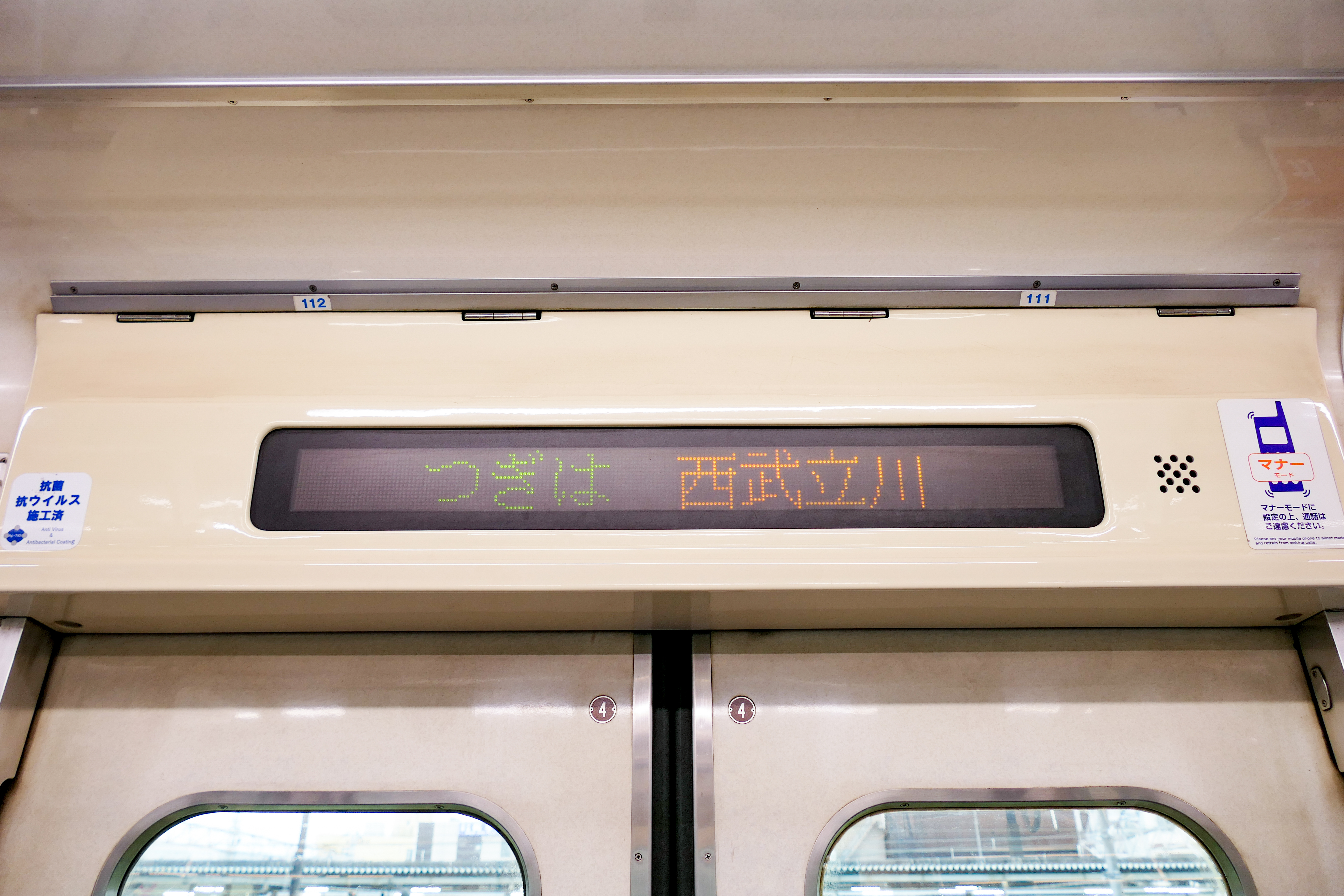
LED式の車内表示器

5 - 7次車（アルミ車両）

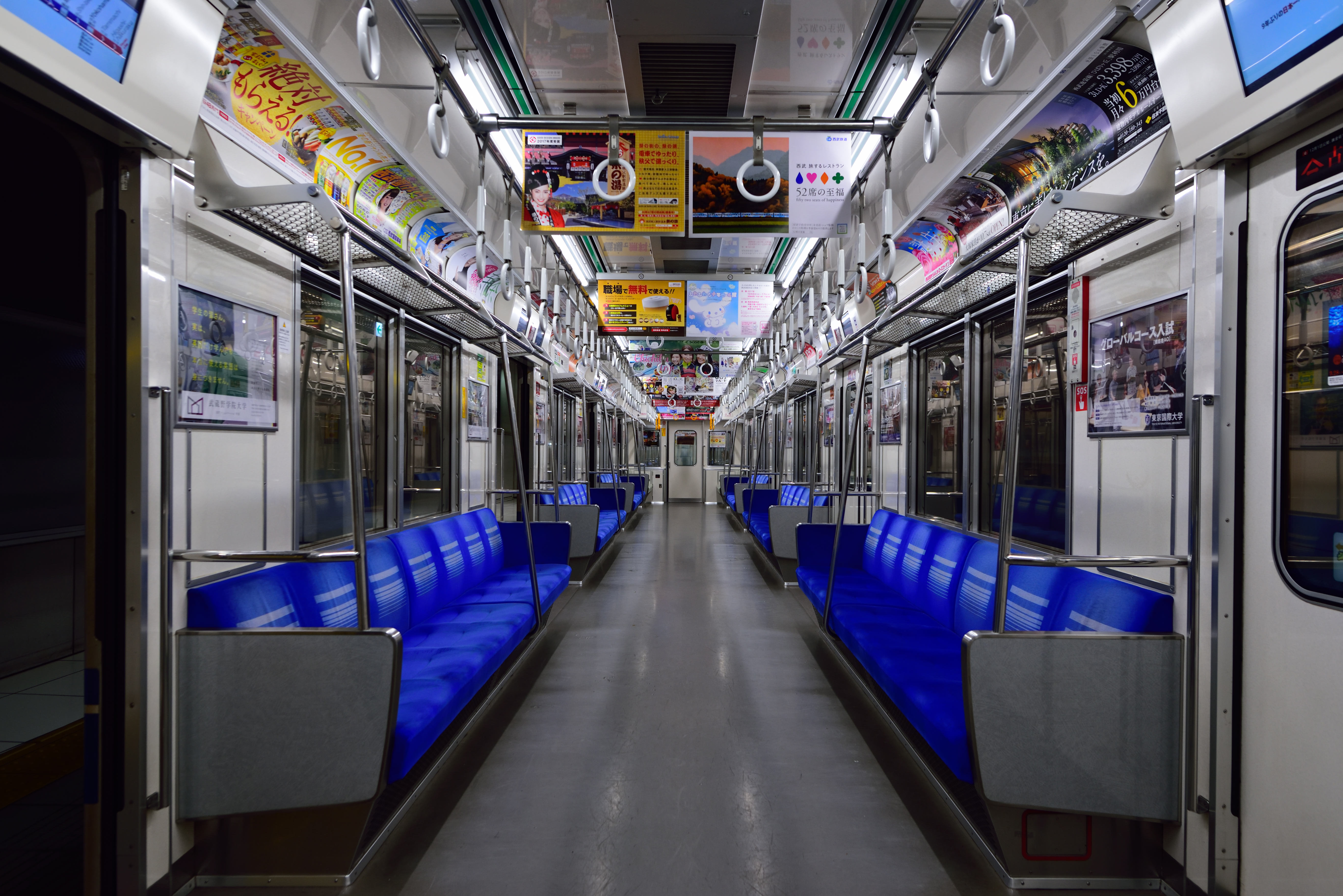
戸袋封鎖後の5次車（LCD設置後）
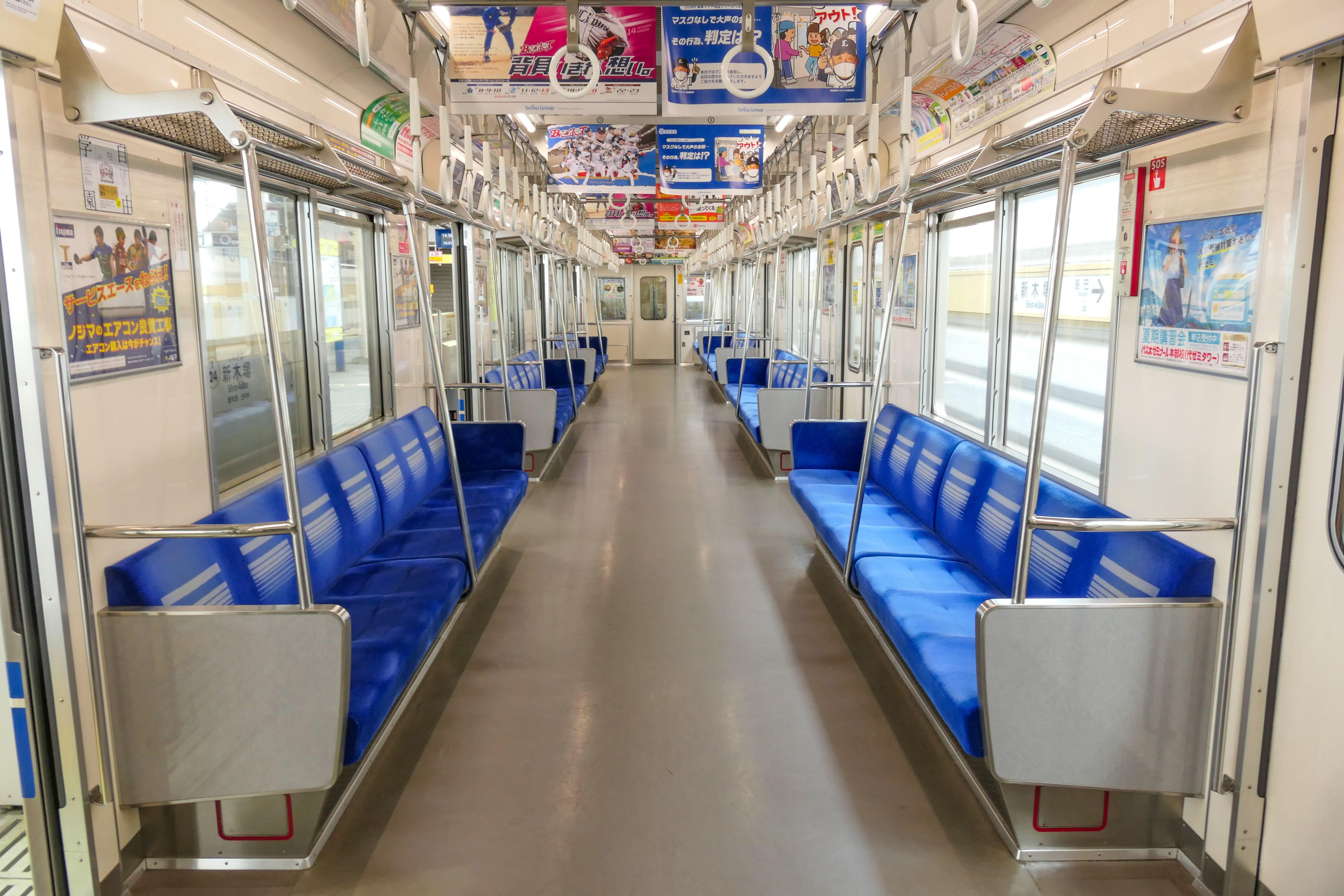
6次車（LCD設置後）
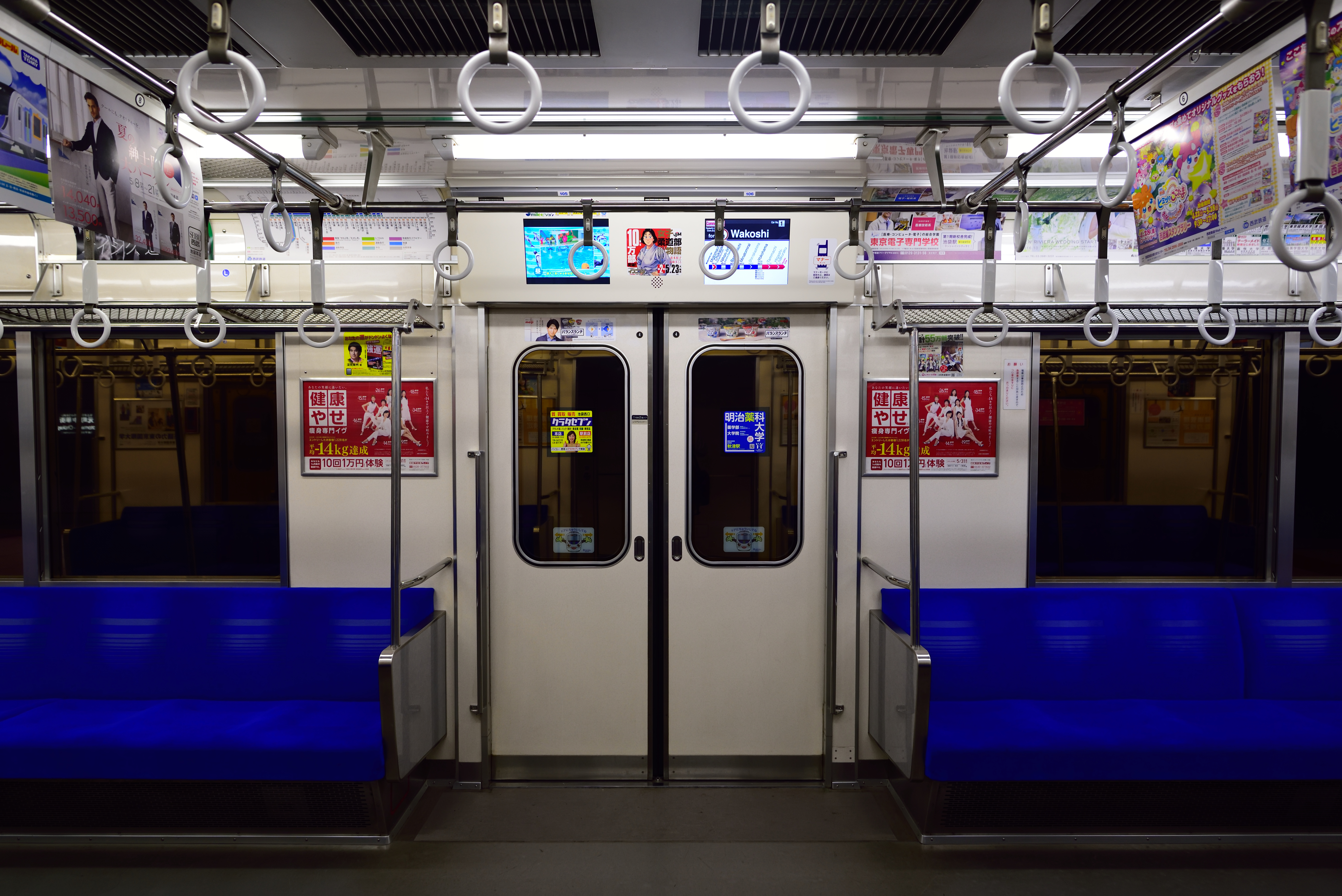
ドア付近（LCD設置後）

### 空調設備
空調装置は三菱電機製の集中式で、従来車と同じCU72系ではあるが互換性のない新設計のものが用いられている。圧縮機は低騒音形のスクロール式。電源はSIV装置からの三相交流440 Vであり、冷凍能力は48.84 kW（42,000 kcal/h）。増備とともに改良されており、6102編成まではCU72E、6103 - 6105編成はCU72F、6106 - 6117編成はCU72G、50番台はCU72Hを搭載して製造された。このうちCU72Hは外見にも大きな変化が生じているが、本系列の中ではいずれも互換性があり、ほぼ区別なく使用されるため編成内での混在も多かった。2008年より代替フロンを用いたCU722Aが登場し、2010年代にこちらへ統一されている（ただしごくまれに20000系用のCU722が混ざる）。
車内天井は平天井構造で、冷風の拡散はラインフローファン方式。空調吹出口にはアクセントとして緑色のテープが貼られている。新設計の空調装置により装置直下にも補助送風機（ラインデリア）を設置できるようになり、補助送風機の搭載数は従来の各車6台から7台へ増加している。

### 乗務員室

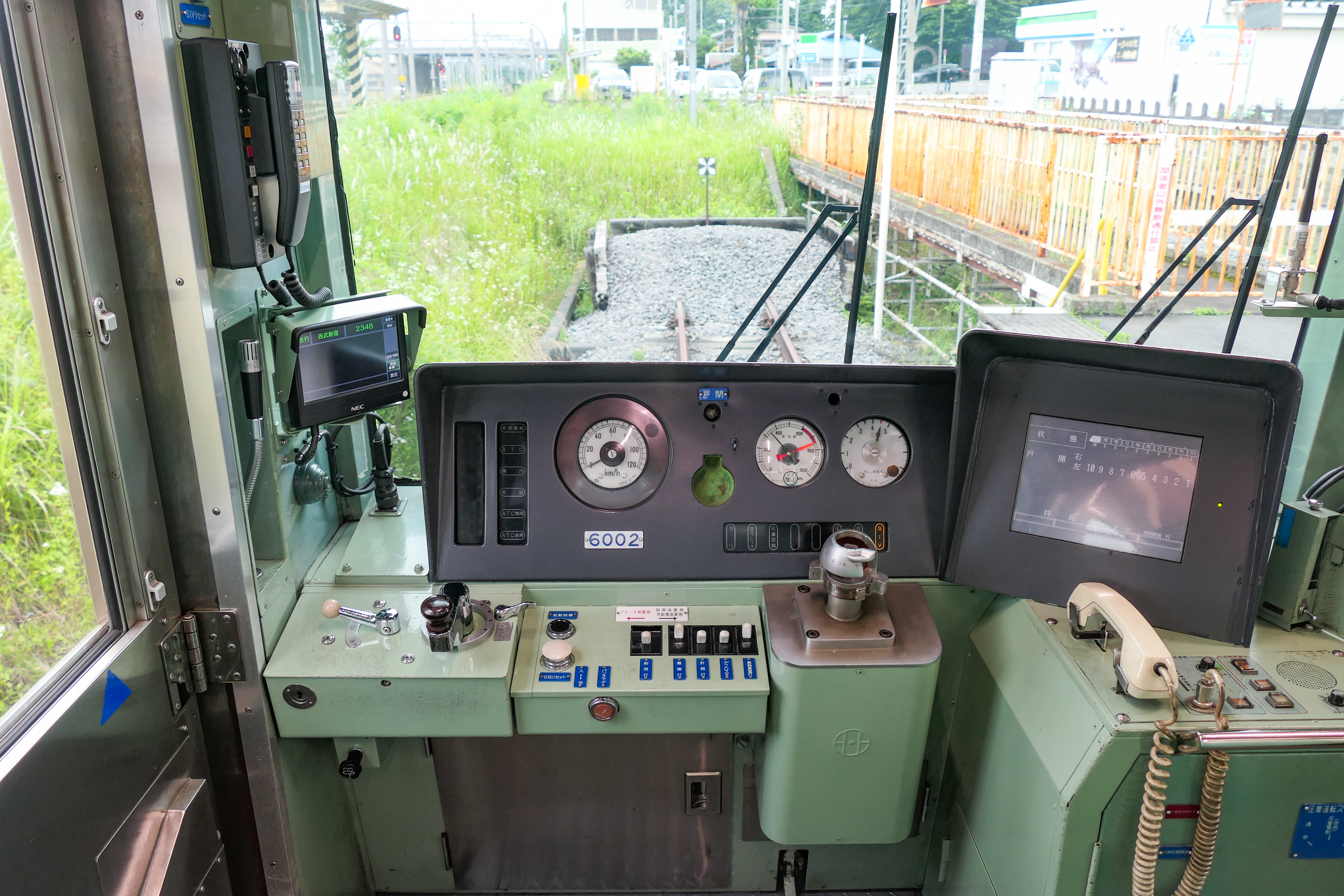
登場時のツーハンドル方式を維持する1次車の運転台

乗務員室内は緑色の配色で、運転台の計器盤は濃い灰色である。主幹制御器はマスコンとブレーキ操作器が別々の縦軸ツーハンドル・マスコン方式。（力行1 - 4ノッチ・常用ブレーキ1 - 7段・非常）当初より有楽町線への対応を考慮しており、速度計は車内信号対応形で、ATC表示灯も設置している。運転台右側には故障の状態などを表示するガイダンス表示器を設置、その手前には車掌操作器（放送用マイク等）を兼ねた非常通報装置の受報器が備えられている。2次車以降はメーターパネルが右側へ拡大され、仕業表差しを内蔵するとともにガイダンス表示器との並び順を入れ替え、あわせて受報器が背面に移動された。
乗務員室と客室の仕切りにはやや高い位置に窓が3か所設置されている。このうち、客室側から見て右側の窓は乗務員室仕切扉窓。いずれの窓にも遮光幕が設置してある。
車掌スイッチは従来の「鎖錠スイッチ式」ではなく、営団で使用している「回転鎖錠式、ひねり式」を採用。

## 機器類
本項では特筆のない限り、製造当初の仕様について解説する。
制御装置は、GTO素子を用いた日立製作所製のVVVFインバータ制御装置が採用された。これは、新交通システムの山口線用8500系に続く採用で、101系での性能試験結果を受けてのもの。1台の制御器で8台の主電動機を制御する1C8M方式のVFG-HR1820BをM1・M3・ M5に各1台搭載する。
補助電源装置は三菱電機製の静止形インバータ（SIV装置）を採用、M2・M4・M6に各1台搭載。容量は150 kVA、出力は三相交流 440 Vである。自動受給電装置を搭載し、SIV故障時には延長給電ができるよう冗長化を考慮している。初期の編成ではGTO素子を使用したCH-SIV (NC-FAT150CまたはNC-FAT150E) であったが、6112編成において試験的にIGBT素子を使用したもの (NC-SAT150A) を採用。その後、6116編成以降で本格採用となった。
集電装置は東洋電機製造製の菱形パンタグラフ (PT44S-F-M) を採用。電磁カギ外し装置付きで、また地下鉄直通のため折り畳み高さが低く、かつ剛体架線に対応する。M1・M3・M4・M5の飯能寄りに搭載しており、これは母線回路を編成内に引き通すことで離線対策としてユニットあたりの搭載数を1台に削減しつつ、編成での搭載数を確保した形となる。これによって編成内全てのパンタグラフが電気的に接続されることとなるため、感電対策の警戒色として台枠端を黄色で塗装している。また1両1台となったことで、周辺機器の配置が従来車より全面的に変更された。

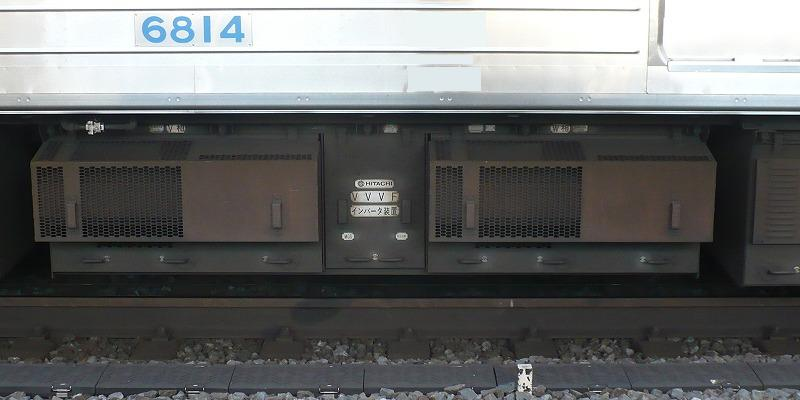
VVVFインバータ装置 (VFG-HR1820B)
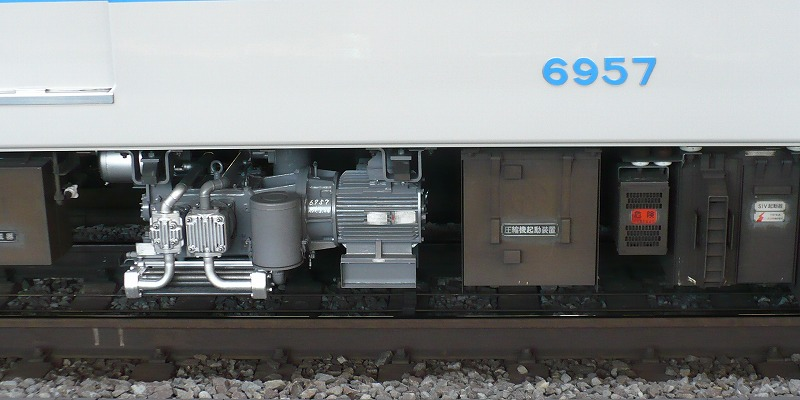
空気圧縮機 (A1544B-HS20-4)
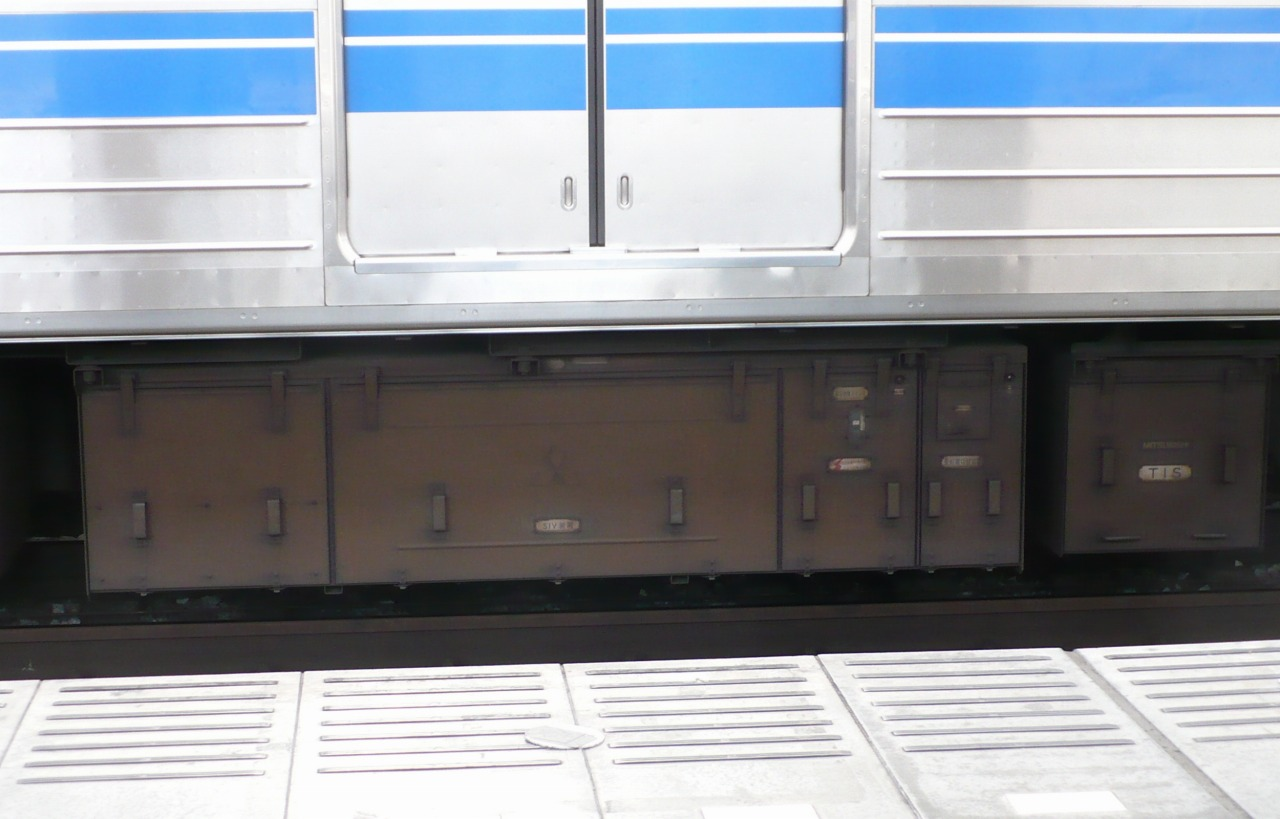
GTO素子のSIV装置
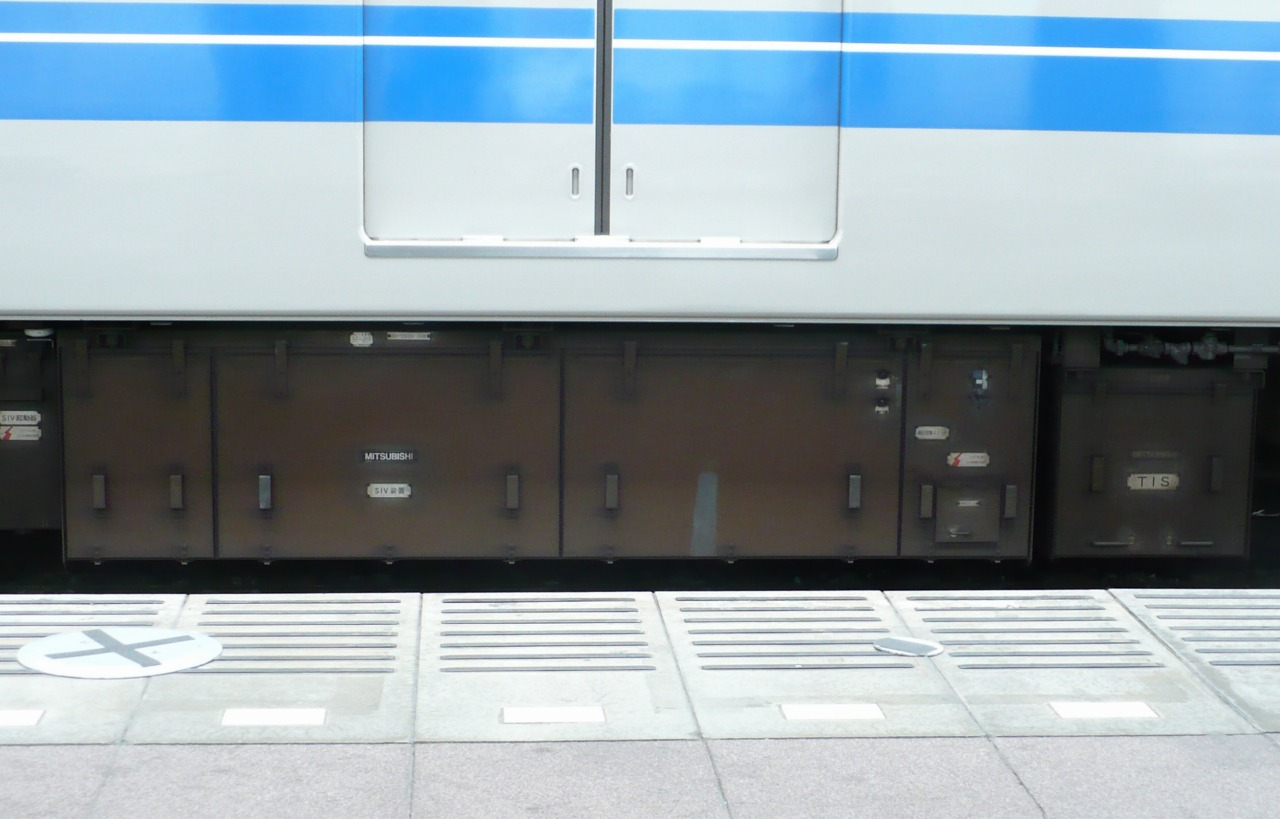
IGBT素子のSIV装置 (NC-SAT150A)
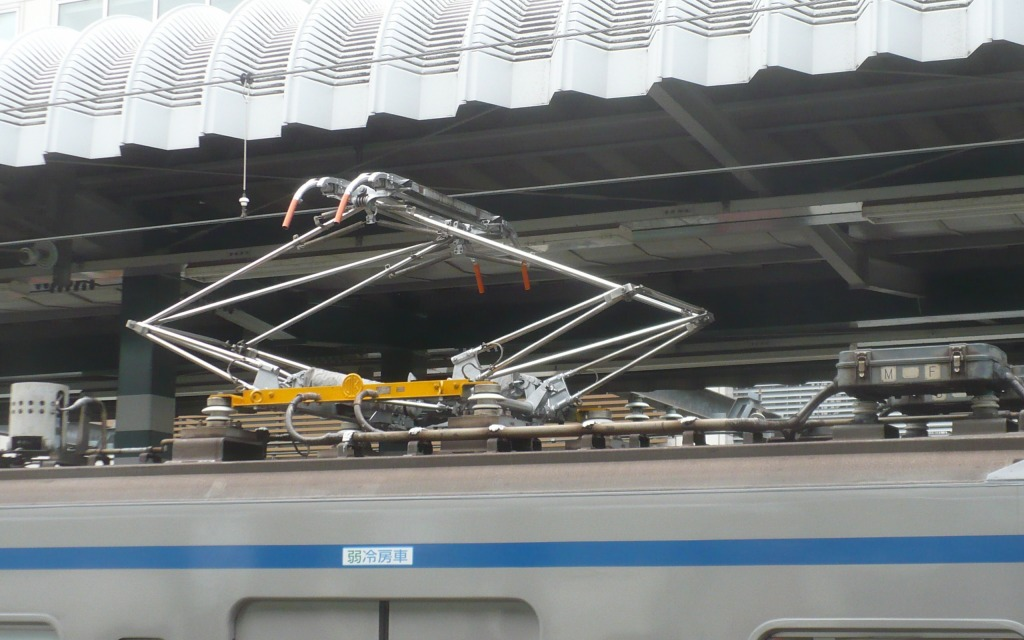
菱形パンタグラフ (PT44S-F-M)

台車はボルスタレス台車を西武鉄道で初めて本格採用した。これまで軸間距離は2,200 mmであったが、本系列以降は2,100 mmとなっている。また各軸制御の滑走防止装置を装備しており、付随台車は軸端部、電動台車は駆動装置に速度センサを備えている。製造時期により形式は3種類に分けられ、1 - 4次車がSS125（電動台車）とSS025（付随台車）、5次車はSS125A・SS025A、さらに6・7次車ではSS150・SS050となっている。
当初のものは軸箱支持装置が緩衝ゴム式でこちらも西武鉄道初、ボルスタレス構造とあわせて2000系での試験結果が反映された形となる。基礎ブレーキは両抱き式踏面ブレーキ（クラスプブレーキ）で従来と変わらない。1次車では形式などの表記が従来通りの切り抜き文字であったが、2次車以降はプレートに一体化された。
5次車のものは横梁まわりの構造が変更されており、側面から見ると中央付近の形状が異なる。さらに細かい形態差として、5次車のうち6151編成では空気ばね直下の形状が異なるほか、6154編成からは速度センサの形状が変更されている。
6次車以降では軽量化のためモノリンク式が採用され、基礎ブレーキも構造を簡素化した片押し式のユニットブレーキとなった。台車の変更により、1編成あたり13.5 tの軽量化がされている。
主電動機は日立製作所製 155 kW出力のかご形三相誘導電動機、HS32534-03RB形・HS32534-06RB形を搭載する。
ブレーキ装置はナブコ製回生ブレーキ併用電気指令式空気ブレーキ HRDA-1を採用した。かつては0番台と50番台で装置の仕様が異なっていたが、現在は0番台も50番台と同じ仕様となっている。ブレーキは遅れ込め制御・保安ブレーキ・圧着ブレーキ（耐雪ブレーキ）付きである。
保安装置は自社線内用に西武型ATS装置を搭載する。
このほか、4・5号車間の両妻面は簡易運転台の取付が可能な構造としており、連結器も丸形密着連結器となっている。

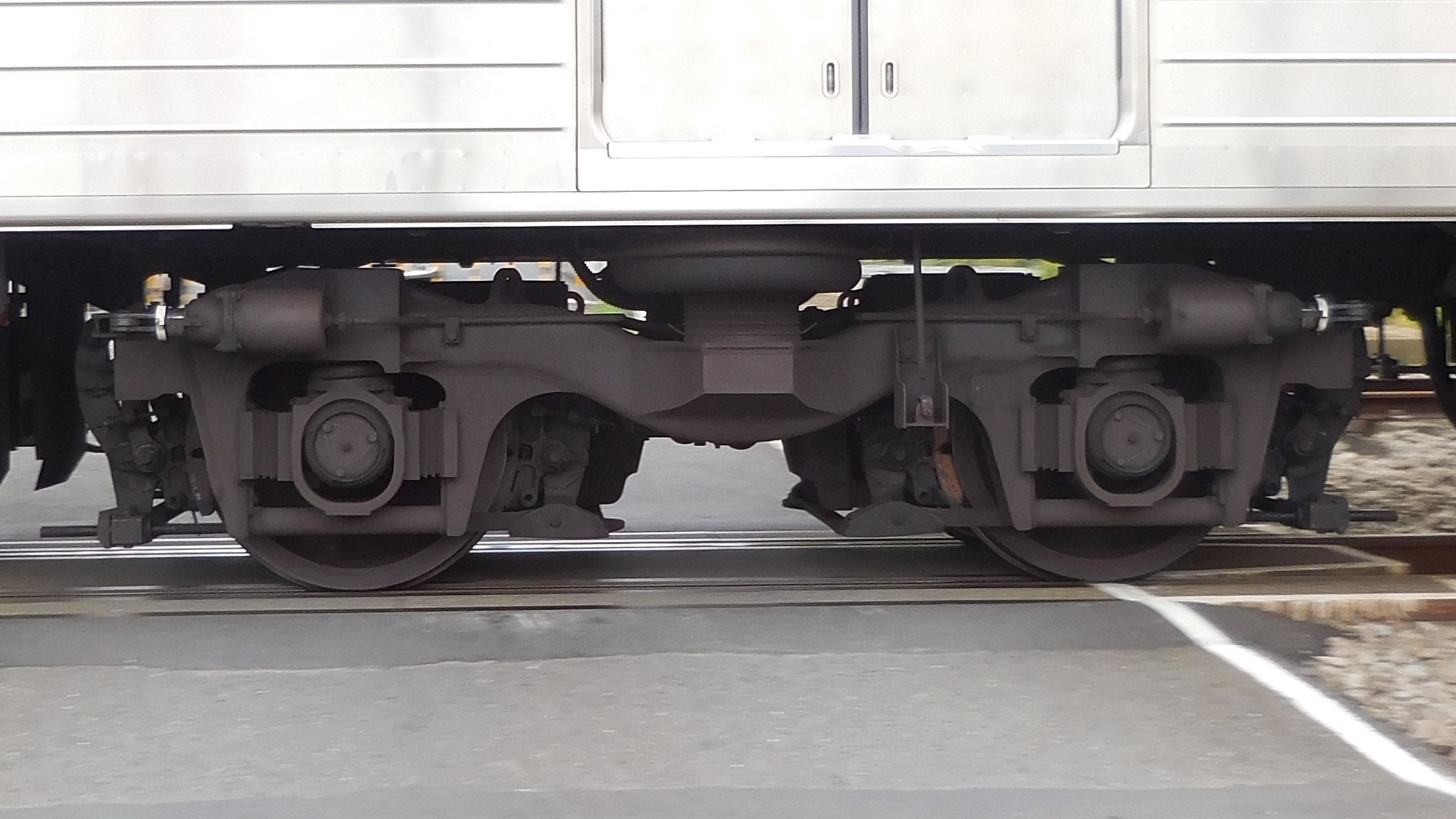
緩衝ゴム式 ボルスタレス台車 SS125
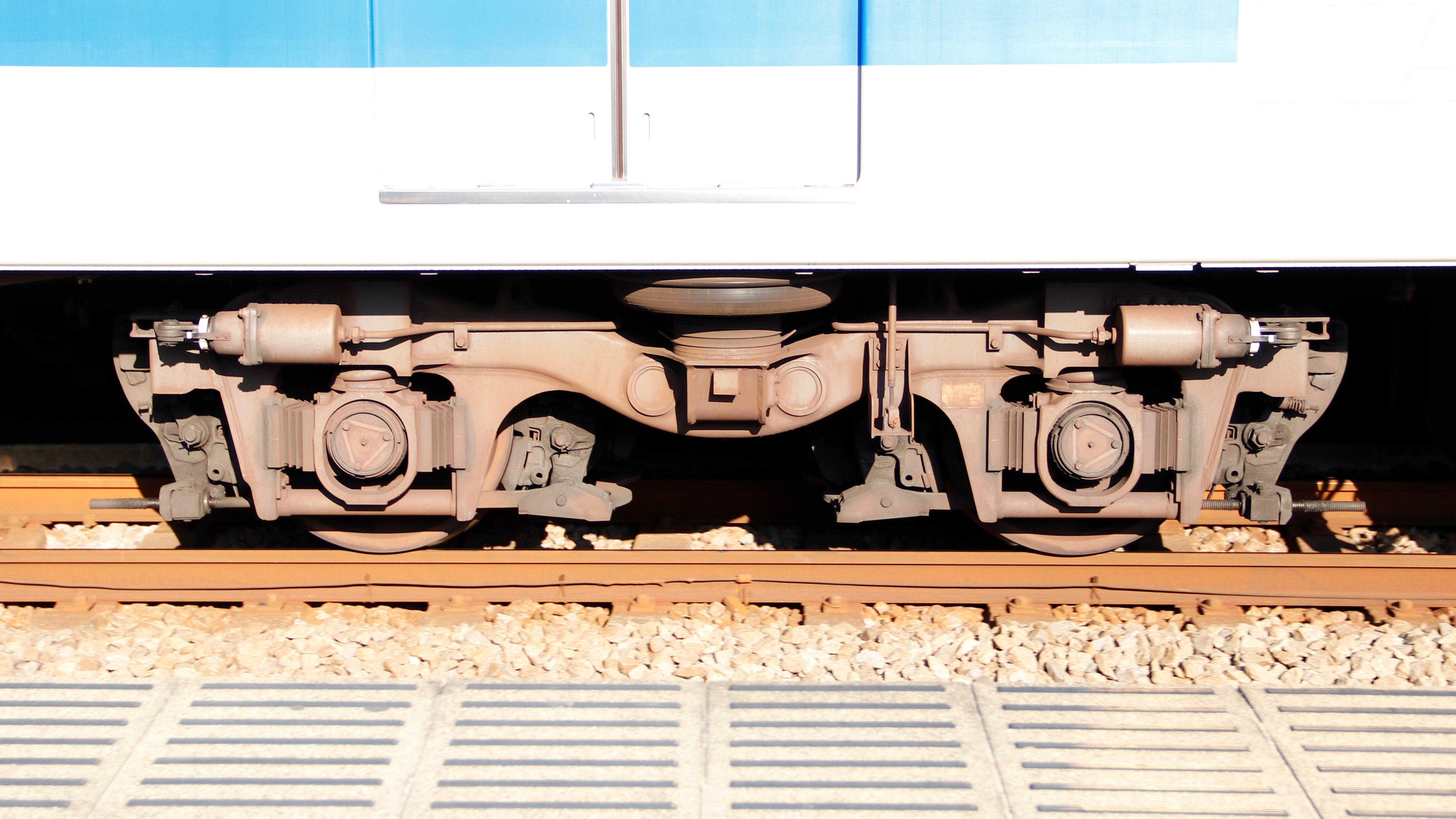
緩衝ゴム式 ボルスタレス台車 SS125A（6151編成）
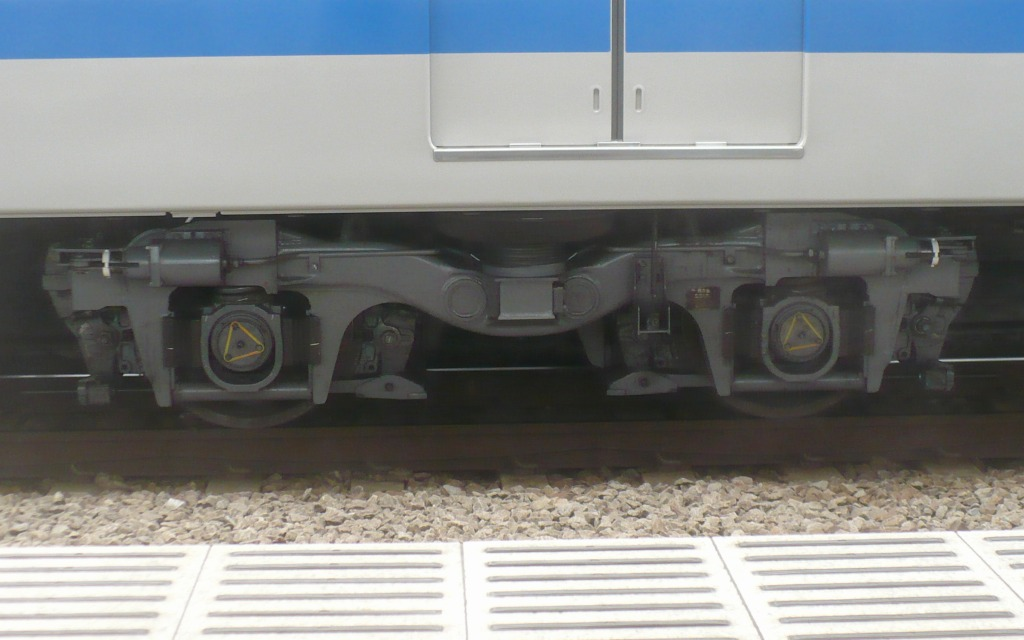
緩衝ゴム式 ボルスタレス台車 SS125A
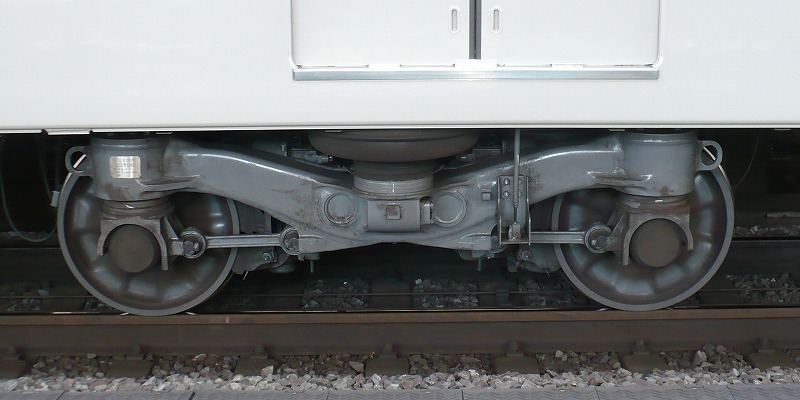
モノリンク式 ボルスタレス台車 SS150

## 改造工事など

### 有楽町線対応
#運用の変遷、西武有楽町線#年表も参照
営団有楽町線への相互直通運転に使用するため、1994年度製造分のうち6108 - 6111編成の4編成に新製時より対応機器を搭載した。各編成は1994年12月7日より同路線への暫定的な乗り入れを開始している。
その後1998年3月に本格的な直通運転が開始された。これによる運用増に対応するため1997年度より既存車両への対応工事が実施され、また同年度以降の増備車（6156 - 6158編成）は新製当初より直通対応とされた。
改造は6112 - 6117編成・6151 - 6155編成の11編成に施工された。6101 - 6107編成への施工は見送られている。
なおこれに関連し、本格的な直通運転が開始された1998年には池袋線の未施工車に『西武線のみ』を示す「S」マークが掲出された。
- CS-ATC装置搭載
  - 床下の機器箱はATS装置がATC/ATS装置箱へ置き換えられた。
- 誘導無線設置
  - 乗務員室では左壁にある西武用列車無線送受話器の隣に営団用誘導無線送受話器を設置した。
  - 床下・妻面のアンテナや床下の誘導無線送受信機は中間車に搭載され、ステンレス車は4号車、アルミ車は3号車となっている。
- 1号車への列車情報装置(営団)取付

1997年度：6112 - 6114編成・6151 - 6155編成
1998年度：6115 - 6117編成

### 副都心線対応
東京メトロ副都心線・東急東横線・横浜高速鉄道みなとみらい線への相互直通運転に使用するため、2006年度より対応工事が実施された。副都心線への直通運転は2008年6月14日から、東横線・みなとみらい線への直通運転は2013年3月16日から開始。
改造は玉川上水車両基地にて、2次車以降の全編成（6103 - 6117編成・6151 - 6158編成）を対象に実施され、この中にはそれまで有楽町線非対応であった編成も含まれる。1次車は運転台機器配置や床下機器配置に若干の差異があり、改造対象から除外された。
なおこれに関連し副都心線開業以降、池袋線所属の未改造編成に対して『有楽町線のみ対応』を示す「Y」マークを掲出していた。
大規模な改造が行われていることから、本項では施工済の編成については実際の対応可否に関わらず「副都心線対応車」として記載する。

#### 施工内容
車体と外観
- 前面の塗色を白色ベースに変更
  - 未改造車（銀色）との区別のため実施。
  - 最初に施工された6103編成のみ銀色のまま出場したが、直後に白色へ改められた。
- 行先表示器・運行番号表示器をLED式へ変更、通過標識灯を撤去
  - 種別部分はフルカラー、他は白色LED。フルカラーLEDの採用は西武初。
  - 種別・行先（前面は運行番号も）を一つの表示器で表示。
  - 当初、前面の表示器は日本語のみの表示であったが、副都心線開業を機に英字表記が追加された。
  - 側面は従来の3色LED表示器より縦幅が若干小さいもの[注 9]となり、日本語・英字（大文字）を交互に表示する。また走行中は消灯する機能を備える。
  - 書体はゴシック体を採用。前面・側面とも「回送」等の表示は行先部分のみに表示される。
- 車外スピーカー本設置
  - 乗降促進放送[注 10]等に使用される。
- 乗務員室扉を交換（取手周りが一段凹んだ形へ）

運転機器等
- モニタ装置をTISへ変更
- 保安装置の変更
  - ATO搭載
  - ATC-P搭載（ATC/ATS装置箱の変更）
  - 誘導無線機器の搭載位置を4号車へ統一
  - 誘導無線装置を更新（誘導無線送受信機を大型化）
  - ATC受電器およびATS受電器を車体取付へ変更、あわせて台車の排障器形状を変更
- 車上CCTV設置
  - 運転台上部に4枚の液晶モニタと受信装置を設置。ワンマン運転中の駅停車時に運転士が（座ったまま）ホームの状態を監視するためのもの。
- 乗務員室の機器をほぼすべて交換、配色を灰色系へ変更。
  - マスコンを東京地下鉄10000系に合わせて両手操作のT型ワンハンドル式に交換。西武でのT型ワンハンドル式採用は8500系以来である。
  - TIS化のため大型の液晶モニタを運転台コンソールに設置。2枚で速度計を挟む形とされた。マスコンハンドルのノッチ位置・保安装置の表示についてもモニタに表示される。
  - ワンマン運転およびATO運転のための操作ボタンを設置。
  - 無線機、運転士マイク、避難用はしごの交換。
  - 電流計などのメーター類配置の変更。
  - 遮光パネル（日除け用）をロールブラインドへ交換。
  - 車掌スイッチを機械式から間接制御式（リレー式）に交換。合わせて非常ブレーキスイッチ、再開閉スイッチなどの操作機器をユニット化。
- 電子警笛設置（1系統を空気笛から置き換え）
  - 途中で音色が変更されている。当初は20000系と同じ音色（高音）だったが、2007年度の新規改造分以降は30000系と同じ音色（低音）となった[16]。

車内関係
- 乗務員室の仕切扉を交換
  - 仕切開戸は窓が半分ほどの高さになり客室側の手摺を省略、また乗務員室側から窓の開閉が可能になった。
- 冷暖房表示灯を撤去
- 非常通報装置を更新

#### 年度ごとの動き
2006年度：6103・6107・6106編成
- 有楽町線直通運用に影響が出ない新宿線所属車が対象となった。
- 1本目の6103編成は2007年（平成19年）1月9日より池袋線で営業運転を開始、その後3月までに6106編成と6107編成も改造を終えて運用を開始した。この年度の事業計画では5編成の改造予定が発表されていたが、6104編成・6105編成の竣工は翌年度となった。

2007年度：6104・6105・6114・6115・6116・6154・6158・6117編成
- 事業計画で6編成の改造予定を発表。前年度からの繰り越しを含む計8本が予定通り改造されている。5月の6105編成を最後に新宿線所属車の改造が終了。
- この年度の新規改造分より電子笛の音色が変更されている。
- 副都心線対応編成の有楽町線乗り入れは同年7月28日の6106編成から開始。

2008年度：6155・6153・6156・6157・6108編成
- 事業計画では5編成の改造を発表。そのうち1編成については内装リニューアルとスマイルビジョンの設置も発表されていたが、施工は見送られた。

2009年度：6109‐6113編成
- 事業計画では5編成の改造の他、スマイルビジョンが1編成に設置されることが発表。
- 当改造は予定どおりの5編成に実施[21]、スマイルビジョン設置は6109編成に行われ、ドア開閉表示灯設置、ドアチャイムの改良が同時に施工されている[21]。

2010年度：6151・6152編成
- この年度の事業計画では2編成の副都心線対応改造の実施を発表[23]。予定通り実施され、対象となっていた全23編成の工事が完了。

### スマイルビジョン設置

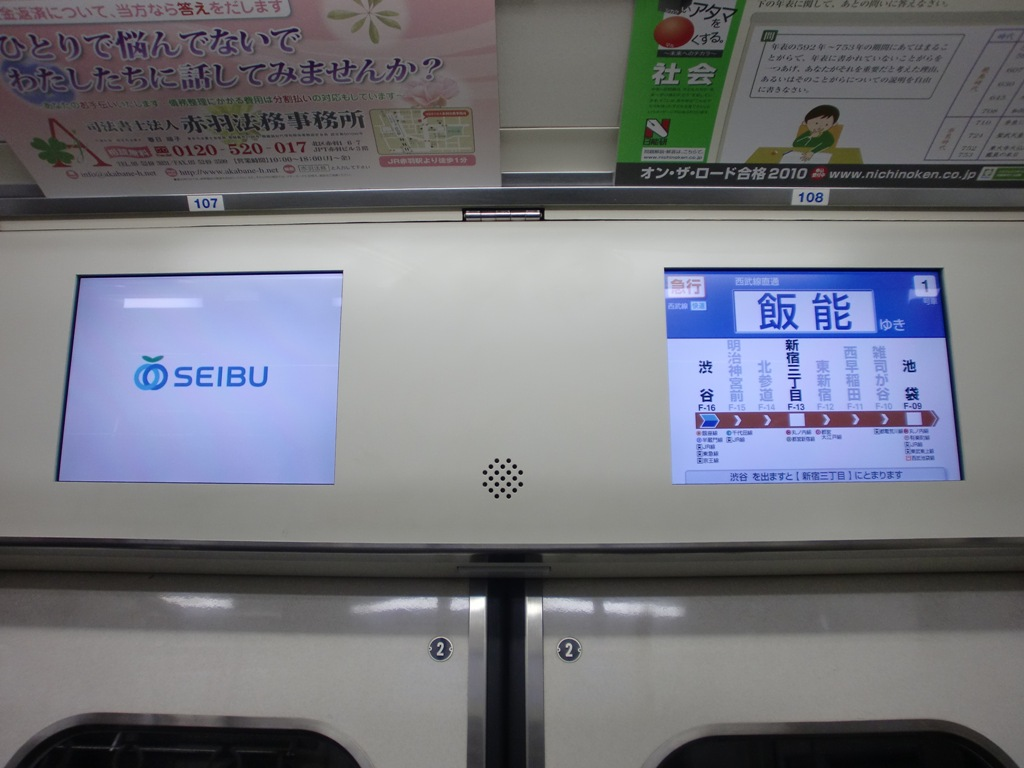
6109編成に設置されたLCD表示器
（2010年1月23日撮影）

副都心線対応改造完了後の2011年度から2015年度にかけて本格的に実施された。いずれも玉川上水車両基地で施工されている。1次車には実施されていない。
- ドア上の案内表示器をLED式から15インチ（アスペクト比4:3）液晶ディスプレイ（LCD）2枚へ変更、あわせてドア開閉表示灯設置、ドアチャイムの改良が行われている。左側の画面は主に広告、右側は主に路線情報の提供に使用される。

| 2009年度 | 6109編成（副都心線対応改造と同時） |
|          |                                    |
| 2011年度 | 6107・6103・6104・6105・6113編成   |
| 2012年度 | 6106・6110・6108編成               |
| 2013年度 | 6115・6117・6116・6114・6111編成   |
| 2014年度 | 6154・6112・6151・6158編成         |
| 2015年度 | 6153・6155・6152・6156・6157編成   |

#### スマイルビジョン更新
2017年度から、スマイルビジョンを40000系と同等の17インチ（アスペクト比16:9）のものへ更新する改造が行われている。設置時と概ね同じ順序で、こちらも玉川上水車両基地にて実施されている。
| 2017年度 | 6109編成             |
| 2018年度 | 6107・6113編成       |
| 2019年度 | 6103・6105・6104編成 |
|          |                      |
| 2021年度 | 6106・6110編成       |
| 2022年度 | 6108・6111編成       |
| 2023年度 | 6114・6115編成       |
| 2024年度 | 6116編成             |

### 機器更新
2014年度から2023年度にかけて、全編成に対して主回路装置の更新が行われた。武蔵丘車両検修場にて実施され、多くは検査と同時に行われている。
本工事に際しては本格的な実施を前に東芝製の装置と三菱電機製の装置とで比較試験を実施しており、2014年度末に6157編成に東芝製、6156編成に三菱製の装置を取り付けている。結果として三菱製の装置が採用され、2016年度から2019年度にかけて副都心線対応車全23編成に実施された。非対応の1次車については見送られる形となったが追って実施され、2023年度までに全25編成への施工が完了している。
いずれもM1・M3・M5に主制御器などを搭載し、それぞれ2両の電動車を制御する基本方式は変わらない。
東芝製の制御装置
IGBT素子によるVVVFインバータ制御で、主電動機は190 kW出力の永久磁石同期電動（PMSM）を使用、1C1Mの4in1インバータ×2群の制御としている。主制御器の形式はSVF102-F0。純電気ブレーキを備える。
本系列では6157編成で試験的に採用されたのみであるが、後の40000系でこれをベースとした装置が採用されている。
三菱製の制御装置
MOSFET素子によるVVVFインバータ制御で、フルSiC適用である。1C4M2群制御とし、主電動機は170 kW出力の三相かご形誘導電動機としている。主制御器の形式はMAP-178-15V272（1次車はMAP-178-15V272A）。純電気ブレーキに相当するオール電気ブレーキを備える。
本系列では6156編成での試験後に本採用とされ、最終的に6157編成を除く全ての編成に使用されている。
その他
床下機器の変更とあわせて屋根にかけての高圧配管が引き直され、妻面下部の取り回しが変更されている（6156・6157編成は2022年の入場時に追って実施）。また6151 - 6155編成は床修繕工事、6101・6102編成は種別・行先表示器のLED化、6102編成は前照灯のLED化がそれぞれ同時に実施された。
| 2014年度 | 6157編成(東芝)・6156編成                                       |
|          |                                                                |
| 2016年度 | 6110・6104・6158編成                                           |
| 2017年度 | 6111・6106・6114・6103・6113・6117・6105・6107・6116・6115編成 |
| 2018年度 | 6108・6112・6151・6152・6153編成                               |
| 2019年度 | 6109・6154・6155編成                                           |
|          |                                                                |
| 2022年度 | 6102編成                                                       |
| 2023年度 | 6101編成                                                       |

### その他の改造

#### 外観・機器類
- 西武用列車無線の更新[注 12]（1997年頃[注 13]）
- モハ6600形のパンタグラフ撤去（2001年[34]）
  - これに先立ち新宿線所属編成（6101 - 6107編成）において、1999年12月の6102編成を皮切りにパンタグラフ降下試験[注 14]を実施していた[4]。
- 新CS-ATC対応（有楽町線対応車/2001年頃）
- 転落防止幌(外ほろ)設置[注 12]（0番台/2001 - 2003年度）
  - 設置にあたり妻面の手掛が干渉するため、パンタ隣接箇所のみ一部を移設（形状変更）して対応し、他の箇所では床下の足掛とともに撤去している[9]。これに伴い、当該箇所では向かって左側のドアコック配管の形状が変更されている。また本系列のみ、全ての箇所で脱着式の外ほろが用いられた。
- 列車情報装置(西武)取付[注 12]（2003 - 2005年度）
- ATS装置更新[注 12]（2005 - 2008年度）
- コーポレートシンボルマーク貼付[注 12]（2008年）
  - 2008年3月より、側面の乗務員室扉脇に「コーポレートシンボル」マークを掲出している[35]。その後2010年代に入り、マーク下部の社名表記が「SEIBU」から「西武鉄道」へと変更された。
- 行先表示器の内容変更
  - 2008年6月14日のダイヤ改正に合わせ、1次車の2編成を対象に実施された[注 12][注 15]。「普通」を「各停」に、廃止済の「通勤快速」を新設される「拝島快速」へ変更した他、色や書体にも変化がある[注 16]。
- 5次車の戸袋窓簡易封鎖（2013年度末[9]）
  - 9000系同様、車外側はガラスの内側からフィルムを貼付、車内側は化粧板を貼った上で広告枠を取付けている。あわせて戸袋部の各種表記がステッカーへ変更されるとともに、ドアコック蓋が6次車以降と同じものへ交換された。
- 通風器撤去（2015年 - ）
  - 一部の車両で実施されている。撤去パターンは車両により異なり、編成全体で撤去された車両も存在する。
- IDタグ設置[注 12]（2018年）
  - 1号車右側面の床下中央部にオレンジ色のIDタグを設置。3月頃までに西武鉄道所属全編成で実施された。
- パンタグラフのシングルアーム化（2018年度 - ）
  - 2018年度に6101・6102編成[32]、2023年度に6108編成[36]で検査入場時に実施。剛体架線非対応のPT7116-B1へ交換された。
  - 2024年度以降、地下鉄非対応の各編成で検査入場時に実施。いずれも剛体架線対応のPT7116-D1が使用されており、同年度に6108編成も再度これに交換された。
- 列車無線のデジタル対応化[注 12]（2021 - 2022年）
  - これにあわせメトロ線内も空間波無線へ変更したため、直通対応車は4号車に設置されていた誘導無線アンテナが撤去されている。同時に全車で転落防止幌が通常のサイズへ統一された。
- 前照灯LED化（2022年度）

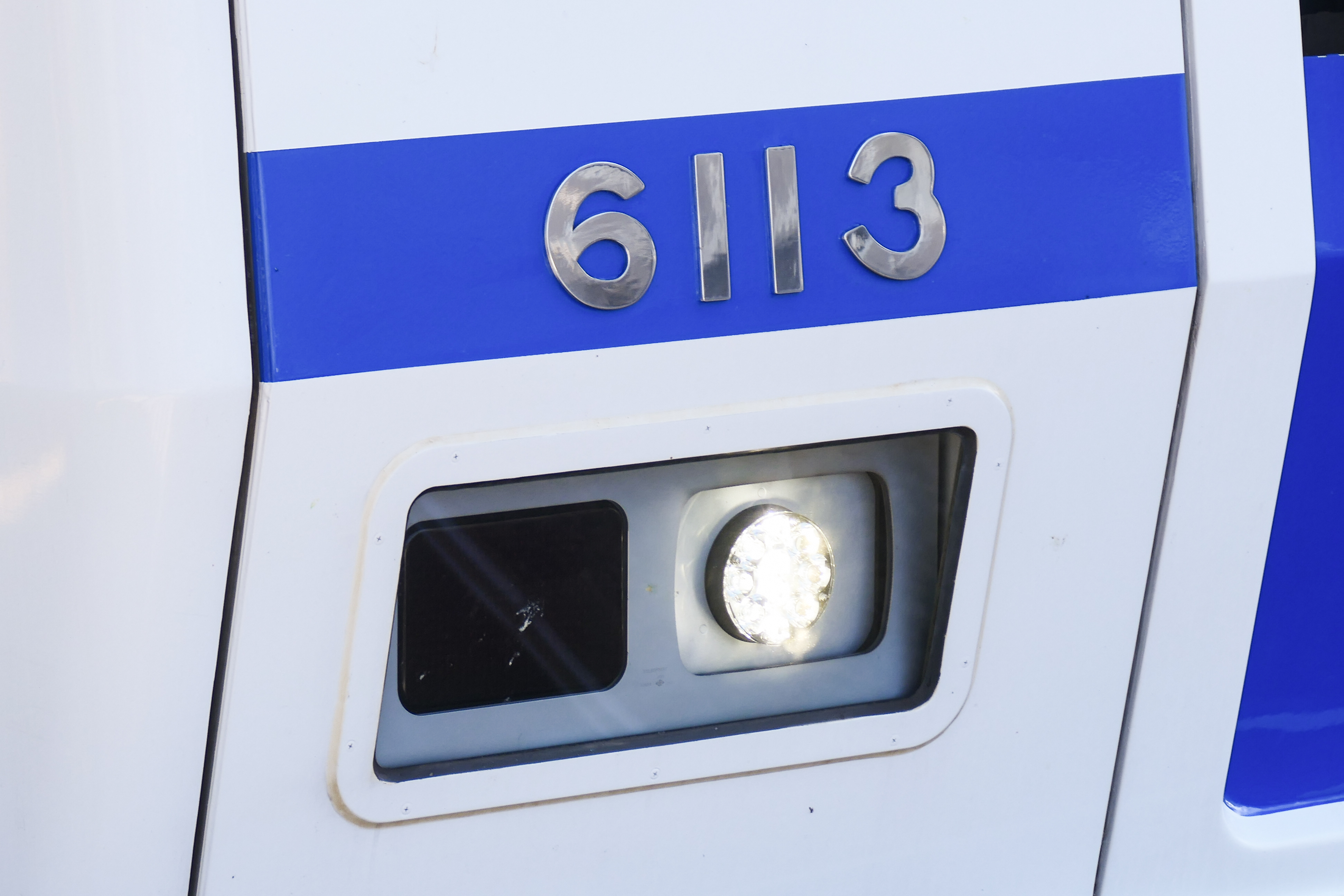
LED化された前照灯

- - 2023年3月、6151編成を皮切りに順次全編成へ実施された。他系列と同じく、コイト製の白色LED（多灯式）が用いられている。
  - これに先立って、2021年11月から2022年8月にかけての間、6117編成を対象に試験的な搭載がなされていた。

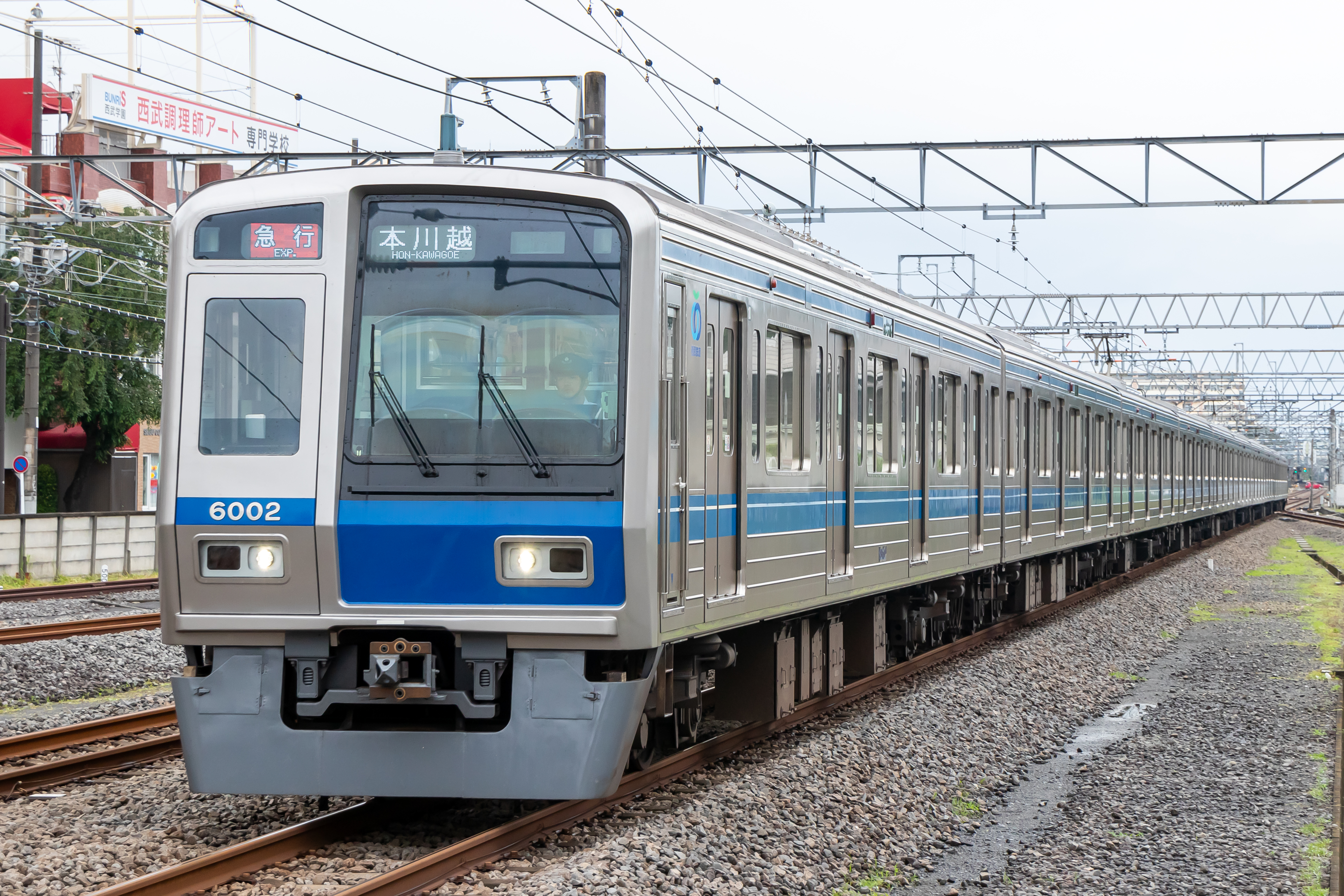
表示器と前照灯がLED化された1次車。

- 種別・行先表示器の更新（2023年 - ）
  - 2023年より、全面フルカラーのLED表示器への交換が行われている。西武線内の種別表示でも文字の縁取りがあること、また側面の表示器は西武で一般的なサイズとなった点が特徴。副都心線対応車と非対応車とで仕様が異なり、それぞれ従来の表示方式・内容を踏襲する形となっている。
  - 副都心線対応車では2023年3月に6103編成[29]、5月に6104編成、翌2024年3月に新宿線の6105・6106編成に実施され、以降各編成に拡大している（概ね副都心線対応改造と同じ順序）。表示内容の変化としては縁取りのほか、側面の種別色の表示範囲（高さ）が変更された[注 17]程度である。
  - 副都心線非対応の1次車では機器更新時に実施された。前面の種別・行先が別個の表示器である点と、側面が他系列と同じ英字併記である点が副都心線対応車と異なる[注 18]。
- 更新後のSIV装置SIV装置の更新（1次車/2025年）

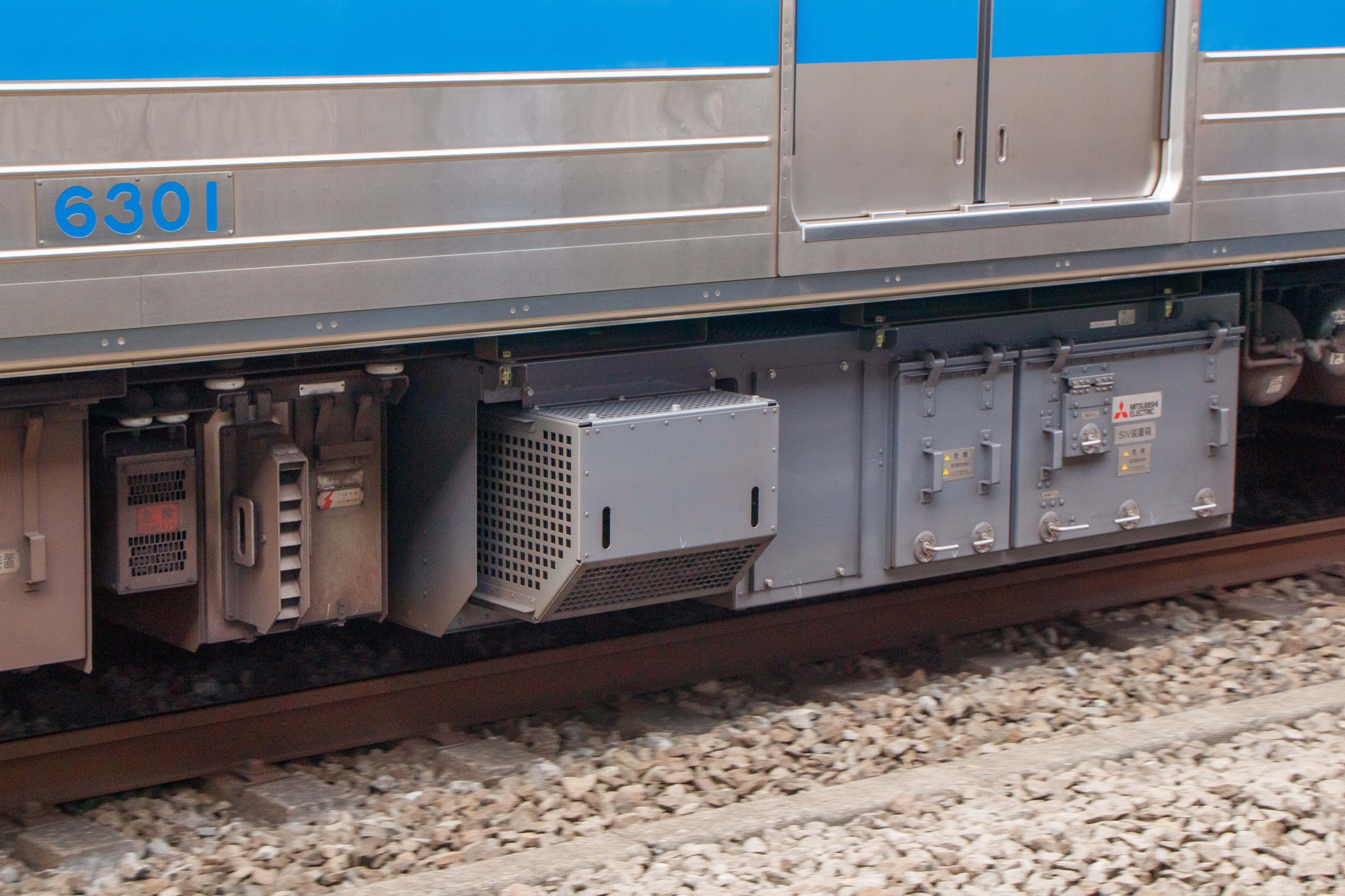
更新後のSIV装置

  - SIV装置がNC-GAT150Iへ更新された。2025年1月に6101編成、3月に6102編成で実施されている[37]。SIV装置箱とSIV変圧器箱が新規品に交換されたが、周辺機器は一部を除き既存品を再用している。

#### 車内設備等
- 座席のバケットシート化
  - 1998年に20000系向けの試験として6115編成の1 - 3号車で実施し、翌年以降各編成に実施[4]。全編成へ実施されている。
- 7人掛け座席へのスタンションポール設置（2003年）
- 優先席配置変更[注 12][38]（2003年）
  - 既存優先席の向かい側を新たに優先席とした。1両につき1ヶ所 (3席) から2ヶ所 (6席) へ増加。
- 優先席付近の吊革を黄色へ変更、同時に優先席ステッカーを変更（2005年）[注 12][39]
- 貫通扉を開扉状態で固定する金具の撤去（火災対策）
- つり革の増設[注 12]（0番台、ドア付近線路方向 / 2006 - 2008年度）[40][41][42]
- 客用扉室内側への号車・ドア位置シール、客室内外への号車番号シール貼り付け（2008年）
- 弱冷房車位置を2号車から9号車へ変更（地下鉄直通対応車/2013年）[43]
- 優先席表記変更（2015年）[注 12][44]
  - 2015年10月、優先席付近での携帯電話マナーが変更され、周辺の表記類に反映されている。

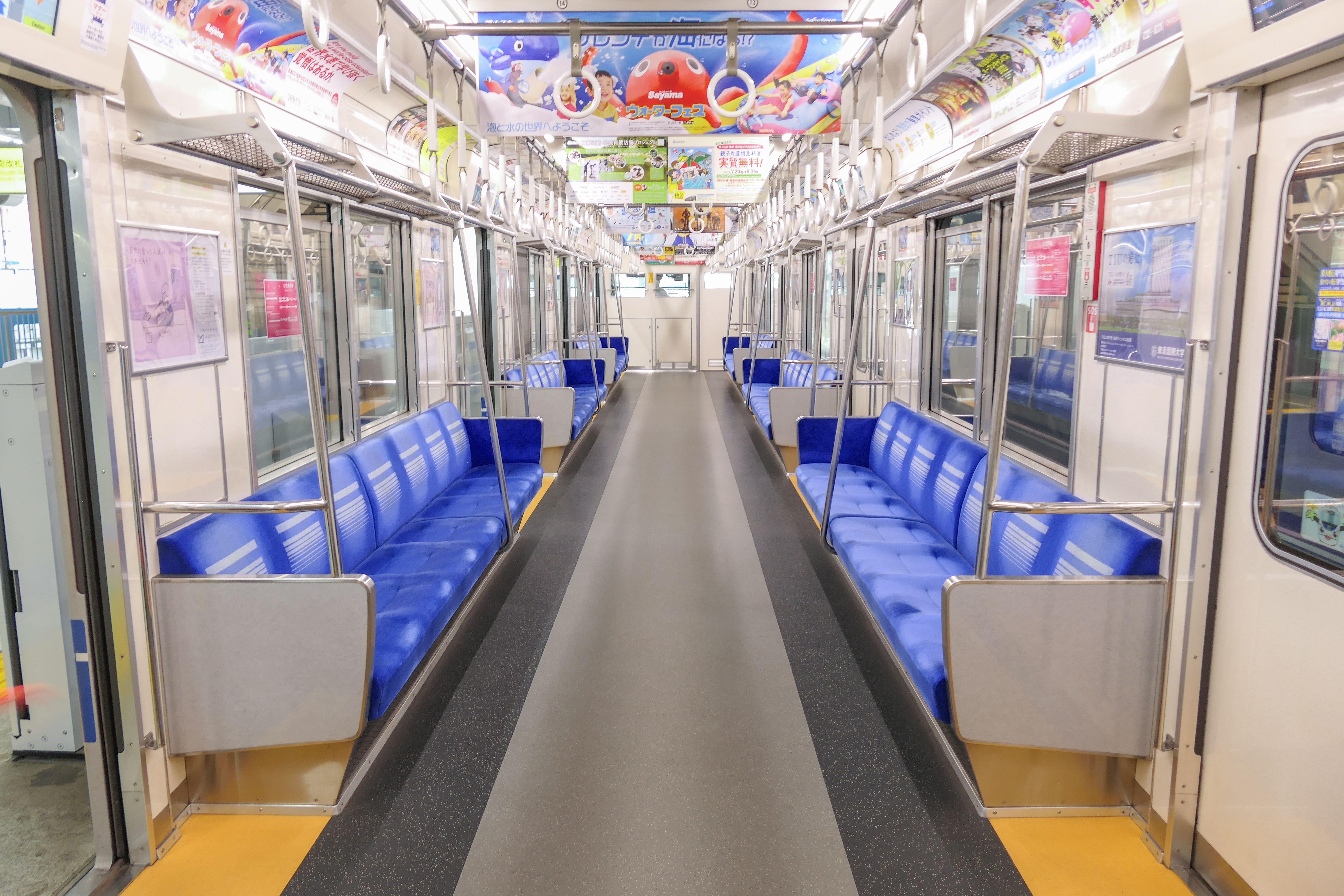
30000系に準じた床面。

- 床修繕工事（50番台/2018 - 2022年）
  - 床敷物が全面的に張り替えられ、30000系などと同等の配色となっている。6151 - 6155編成で機器更新と同時に実施したほか、2022年に6156 - 6158編成に対しても実施されている。
- 優先席のヘルプマーク掲出（2019年）[注 12][45]
  - 2019年2月より実施。優先席ステッカーの（車内から見て）右隣にステッカーが追加された。
- 車内防犯カメラ設置（2023年度）[注 12]
  - MOYAI製の室内灯一体型が用いられており、当該箇所の室内灯は既存のものと色合いが若干異なる。ドア直前の千鳥配置（予備灯兼用箇所）[注 19]。
  - 4月より6109 - 6113編成の5編成で試験的に実施し、10月以降に全編成へ拡大した。試験設置の5編成は「防犯カメラ作動中」の表示が簡素なものであったが、他編成への設置に前後して仕様が揃えられている。

- 座席モケット変更（2023年度 - ）

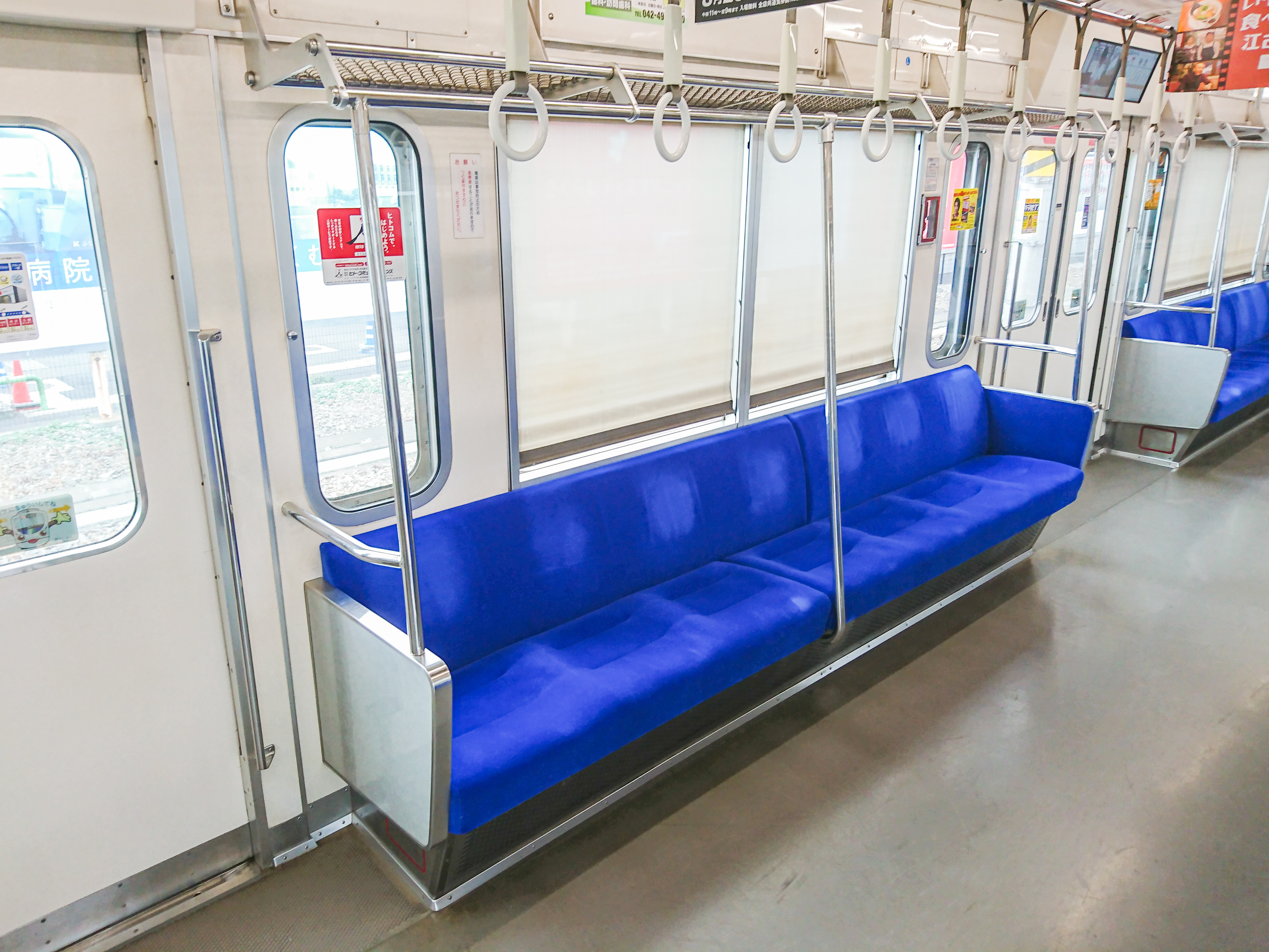
区分模様のなくなった座席。

  - 全般・重要部検査に際して座席モケットが区分模様のないものへと変更されている。2023年7月以降の出場車において一部車両を除いて実施している[注 20][9]。
- ドライブレコーダー設置（2024年度 - ）
  - 西武鉄道でドライブレコーダーの設置が進められており[46]、本系列でも2024年冬頃より順次実施されている。

## ラッピングなど

### 「黄色い6000系」ラッピング車両
| 「黄色い6000系」6157編成2015年4月から1年ほど運転された。  |  | 南入曽車両基地の公開時には6102編成と並べて展示。 |
| 「黄色い6000系」6157編成 2015年4月から1年ほど運転された。 |  | 南入曽車両基地の公開時には6102編成と並べて展示。 |

2015年（平成27年）4月に、西武鉄道の前身となる「武蔵野鉄道」が開業から100周年を迎えるため、6157編成に「黄色い電車」をイメージしたラッピングが施され、「黄色い6000系電車」として同年4月18日の臨時列車から運行開始。西武の黄色い車両が地下鉄および他線区に乗り入れるのは今回が初めて。
- ラッピングは側面が2000系、前面は3000系をイメージしたデザインとなっている[49]。黄色い電車の特徴である前面のステンレス製飾り板については、左右非対称の正面形状には合わず、見る角度によって違和感があることなどから省略された[49]。
- なお、このラッピングならびに小手指→池袋への送り込み回送の様子がテレビ朝日『タモリ倶楽部』で2015年5月29日に放送され、10号車の中吊り広告のうち1枚がタモリ倶楽部仕様だった[注 21]。ロケ時には出演者直筆のサインが書かれ、現在も残っている。運行期間途中にスマイルビジョン設置の改造を実施したため、当初2016年3月までの運行予定を延長し4月まで運行された。

### デビュー30周年記念ヘッドマーク

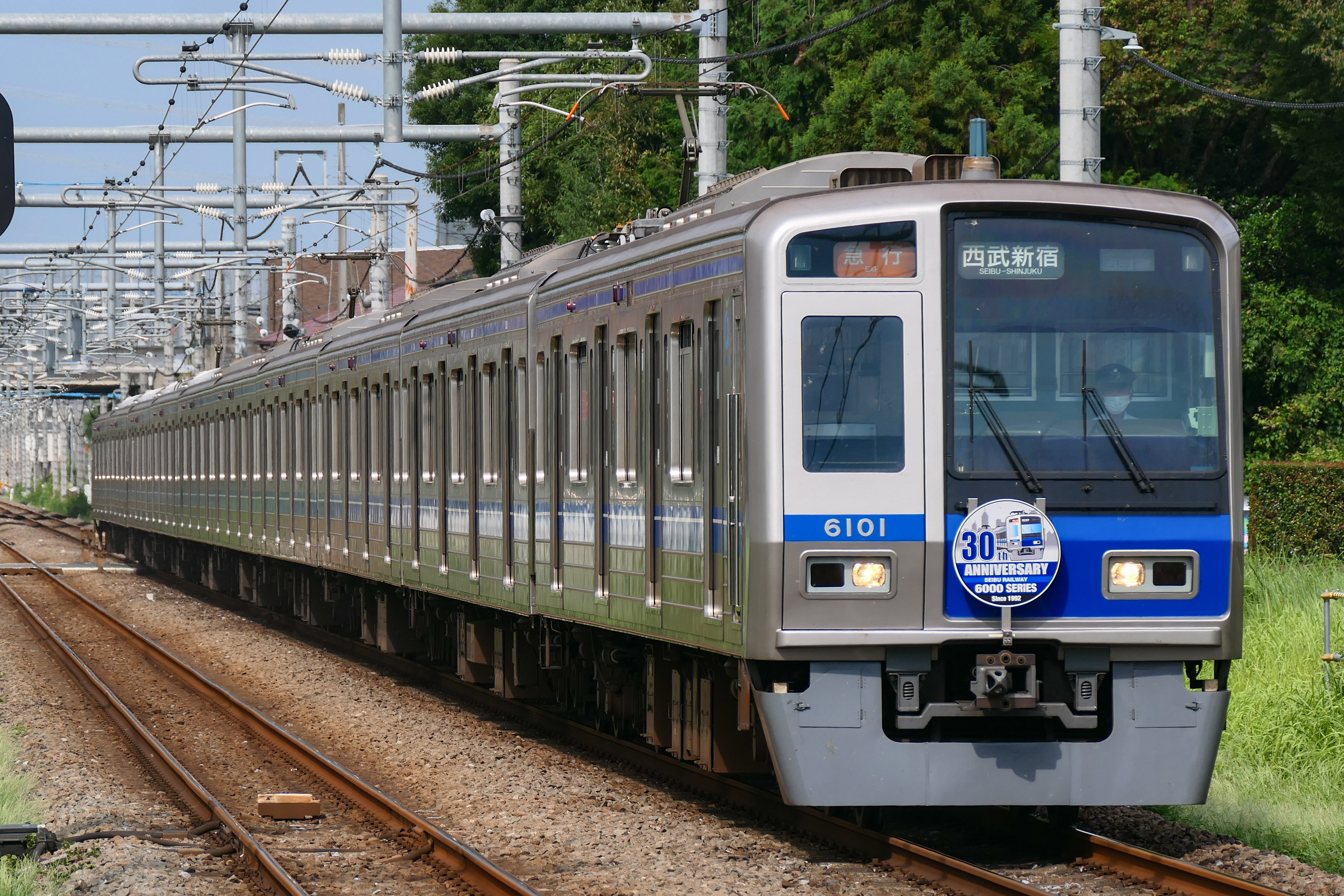
ヘッドマークを取付けた6101編成

6000系のデビュー30周年を記念して、2022年6月4日から2023年3月30日まで6101編成（案内上は「6001編成」の表記）に記念ヘッドマークを取付けて運行していた。

### 西武有楽町線開通40周年記念車両
| 「黄帯の6000系」6117編成2023年10月より運行。  |  | 11月から翌年9月まで、記念ヘッドマークを掲出していた。 |
| 「黄帯の6000系」6117編成 2023年10月より運行。 |  | 11月から翌年9月まで、記念ヘッドマークを掲出していた。 |

2023年10月1日から2024年10月11日までの間、6117編成の帯を黄色にラッピングして運行していた。愛称として、公式Twitterでは「黄帯の6000系」のハッシュタグも用いられている。西武有楽町線の新桜台 - 小竹向原駅間が1983年10月1日の開通から40周年となることを記念したラッピングで、開通当時の車両である営団7000系をイメージしたもの。期間中の2023年11月1日から2024年9月25日までの間は、当時の発車式で使用したものをイメージしたヘッドマークが池袋方先頭車であるクハ6017に掲出されていた。なお、ヘッドマーク取外し以降は西武線アプリでのラッピング車両としての案内は行われていなかった。

## 運用の変遷
1992年1月より6101・6102編成が搬入され、乗務員訓練や試運転を経た6月1日から営業運転を開始した。運転開始当初は池袋線池袋駅  - 小手指駅間の準急列車および池袋駅 - 飯能駅間の急行列車へ充当され、限定運転としていた。なお、6101編成は落成直後にクハ6101-モハ6201-モハ6601-クハ6001の4両で試運転も行われた。
1994年8月8日からは新宿線や拝島線でも運転を開始し、701系などを置き換えた。同年12月7日には、西武有楽町線新桜台駅 - 練馬駅間および営団有楽町線新線（現在の副都心線）開業およびと両線の相互直通運転開始に伴い、有楽町線新木場駅 - 和光市駅間にも運転範囲を拡大した。
1998年3月26日のダイヤ改正で西武有楽町線新桜台駅 - 練馬駅間が複線化され、相互直通運転区間が飯能まで延長され、本格的に地下鉄直通での運用を開始した。この時点では6108 - 6114編成と50番台の計15本が地下鉄対応車として直通運転に使用され、その他の地上専用編成は誤乗防止の観点もあり基本的に新宿線での運用となったが、6103編成は引き続き池袋線で運用された。この6103編成についてはダイヤ乱れ等の際に有楽町線への誤進入を防ぐため、池袋方の前面スカート下部左右2か所に蛍光塗料による黄緑色の「S」マーク掲出と、蛍光の黄色の板で運番表示器を塞ぐ処置が行われた。練馬駅の中村橋側に設置されていた監視カメラで識別できるようになっている。その後4月に6101・6102・6104編成が池袋線へ復帰し、同様の処置がとられている。なお6101・6102編成では「S」マークに黄色のステッカーが用いられ、6103・6104編成も同様に変更された。同年8月から10月頃にかけ、6115 - 6117編成の有楽町線対応改造と6158編成の新製により、6101 - 6104編成が転属、「S」マークと運番塞ぎは撤去された。
2006年度より、新宿線で運用されていた6103 - 6107編成が副都心線対応改造を実施し、池袋線に転属した。以降、1次車の2編成は地上専用車として新宿線に配置、他の編成は地下鉄（副都心線）対応車として池袋線の配置となった。池袋線では、有楽町線や副都心線への乗り入れ運用に限らず、池袋駅始発・終着の列車でも運用される。有楽町線や副都心線では、池袋線へ直通しない線内折り返しの列車にも使用されており、東上線への乗り入れは出来ないが和光市駅までは入線可能なため、同駅で東武鉄道の非直通車両と並ぶ光景もみられる。0番台のうち、6112編成（1994年度）と6115編成（1995年度）は落成後新宿線に配置され、その他の15本は落成後池袋線に配置された。したがって、すべての編成が池袋線で運用に就いたことがある。6107編成は池袋線で1か月間だけ使用された後、2007年（平成19年）1月まで新宿線で運用していた。池袋線所属車両の新宿線への貸し出しは以前にも行われており、50番台でも6151編成が唯一新宿線で運行された実績があるが、近年は20000系や30000系が対象になっており、本系列の貸し出しは見られなくなった。

### 40000系登場後
2019年から40000系50番台の増備が続き、これにより本系列は直通運用から撤退する動きがみられている。
2023年3月から翌年3月にかけて、6108・6103・6104・6106・6105編成の5編成が新宿線へ転属した。これらの編成は転属に際し、地上専用車として弱冷房車位置の変更とCCTVモニタ装置の撤去、列車無線非常発報ボタンの封鎖を行っている。また、6107編成も同様に地上専用車として新宿線へ移動したが、これは貸出扱いで年度内に池袋線へ復帰した。
2024年度より、地下鉄対応車は6109 - 6117編成の9編成に限定された。他の編成は全て地上限定車となり、これらのうち1次車を除く各編成には運転台に「地下鉄非対応車」の表示を行うとともに、前面非常扉窓の上部に黄色のテープを貼付した。また池袋線所属編成に対しては、弱冷房車位置の変更なども追って実施されている（3月以前に新宿線へ転属した編成と同様）。これによりアルミ車（50番台）は全編成が地上専用車となったが、2024年4月時点で新宿線への転属は予定されていない。

### 現在の運用範囲
西武線内では特急・有料座席指定列車以外のすべての列車種別で運用される。
池袋線所属編成・地上限定車
- 池袋線：池袋駅 - 飯能駅間（池袋 - 練馬間は各停を除く。回送としては飯能 - 武蔵丘間も走行。）
- 狭山線：全線（西所沢駅 - 西武球場前駅間）

池袋線所属編成・地下鉄対応車
※上記路線に加えて
- 西武有楽町線：全線（練馬駅 - 小竹向原駅間）
- 東京メトロ有楽町線：全線（和光市駅 - 新木場駅間）
- 東京メトロ副都心線：全線（和光市駅 - 渋谷駅間）
- 東急東横線・横浜高速鉄道みなとみらい線：全線（渋谷駅 - 横浜駅 - 元町・中華街駅間。ただし各停を除く）

東横線・みなとみらい線への乗り入れ開始により、西武の車両が営業運転としては初めて神奈川県内でも見られるようになった。東急新横浜線系統には充当されないが、営業運転開始前の乗務員訓練では新横浜駅まで入線実績があり、TVでも放送されていた。
新宿線所属編成
- 新宿線：全線（西武新宿駅 - 本川越駅間。ただし、西武新宿駅 - 上石神井駅間は各停を除く）
- 拝島線：全線（小平駅 - 拝島駅間）

## 編成

### 編成表
|               |                   | ← 飯能・西武球場前・和光市池袋・小竹向原・新木場・元町・中華街 → ← 西武新宿本川越・拝島 → |                 |               |               |                 |                 |               |                 |               |                |
| 号車          | 号車              | 1                                                                                         | 2               | 3             | 4             | 5               | 6               | 7             | 8               | 9             | 10             |
| 形式          | 形式              | クハ6100 (Tc1)                                                                            | ◇ モハ6200 (M1) | モハ6300 (M2) | サハ6400 (T1) | ◇ モハ6500 (M3) | ✕ モハ6600 (M4) | サハ6700 (T2) | ◇ モハ6800 (M5) | モハ6900 (M6) | クハ6000 (Tc2) |
| 搭載機器,設備 | 搭載機器,設備     | 女性専用車                                                                                | VVVF, ♿︎        | SIV, CP       | BT            | VVVF            | SIV, CP         | BT            | VVVF            | SIV, CP, ♿︎   |                |
| 自重          | SUS車             | 28.5 t                                                                                    | 39.0 t          | 37.0 t        | 27.0 t        | 39.0 t          | 37.0 t          | 27.0 t        | 39.0 t          | 37.0 t        | 28.5 t         |
| 自重          | 5次車             | 27.2 t                                                                                    | 37.5 t          | 35.0 t        | 26.5 t        | 37.5 t          | 35.0 t          | 26.5 t        | 37.5 t          | 35.0 t        | 27.2 t         |
| 自重          | 6・7次車          | 25.7 t                                                                                    | 36.0 t          | 33.5 t        | 25.0 t        | 36.0 t          | 33.5 t          | 25.0 t        | 36.0 t          | 33.5 t        | 25.7 t         |
| 定員 （座席） | 定員 （座席）     | 135 (48)                                                                                  | 145 (51)        | 145 (54)      | 145 (54)      | 145 (54)        | 145 (54)        | 145 (54)      | 145 (54)        | 145 (51)      | 135 (48)       |
| 車両番号      | 0番台 (SUS車)     | 6101 ： 6117                                                                              | 6201 ： 6217    | 6301 ： 6317  | 6401 ： 6417  | 6501 ： 6517    | 6601 ： 6617    | 6701 ： 6717  | 6801 ： 6817    | 6901 ： 6917  | 6001 ： 6017   |
| 車両番号      | 50番台 (アルミ車) | 6151 ： 6158                                                                              | 6251 ： 6258    | 6351 ： 6358  | 6451 ： 6458  | 6551 ： 6558    | 6651 ： 6658    | 6751 ： 6758  | 6851 ： 6858    | 6951 ： 6958  | 6051 ： 6058   |

凡例
- ◇：集電装置（パンタグラフ/一部編成はシングルアーム式）
- ✕：集電装置撤去箇所
- VVVF：主制御器（VVVFインバータ）
- SIV：補助電源装置（静止形インバータ）
- CP：空気圧縮機
- BT：蓄電池
- ♿︎：車椅子スペース（1次車は改造により設置）

備考・注釈
- 地上限定車は2号車・地下鉄対応車は9号車が弱冷房車となる。
- 1次車は当初車椅子スペースなし、定員は他の中間車と同一。

### 編成の状況
ステンレス車
| 編成     | 分類  | 運用関係      | 運用関係    | 車体関係 | 車体関係    | 車体関係 | 車体関係      | 車体関係       | 車体関係 | 内装関係    | 内装関係 | 内装関係      |
| 編成     | 分類  | 所属 車両基地 | 地下鉄 直通 | 戸袋窓   | 行先 表示器 | 制御装置 | 補助電源 装置 | パンタグラフ   | 電子警笛 | 車内 表示器 | 床修繕   | 座席 区分模様 |
| -------- | ----- | ------------- | ----------- | -------- | ----------- | -------- | ------------- | -------------- | -------- | ----------- | -------- | ------------- |
| 6101編成 | 1次車 | 玉川上水      | 未対応      | あり     | 新LED       | 三菱     | CH-SIV → 更新 | シングルアーム | なし     | LED         | —        | 有            |
| 6102編成 | 1次車 | 玉川上水      | 未対応      | あり     | 新LED       | 三菱     | CH-SIV → 更新 | シングルアーム | なし     | LED         | —        | 有            |
| 6103編成 | 2次車 | 玉川上水      | 撤退        | あり     | 新LED       | 三菱     | CH-SIV        | シングルアーム | 高音     | 新LCD       | —        | 混在          |
| 6104編成 | 2次車 | 玉川上水      | 撤退        | あり     | 新LED       | 三菱     | CH-SIV        | シングルアーム | 高音     | 新LCD       | —        | 消滅          |
| 6105編成 | 2次車 | 玉川上水      | 撤退        | あり     | 新LED       | 三菱     | CH-SIV        | 菱形           | 高音     | 新LCD       | —        | 消滅          |
| 6106編成 | 2次車 | 玉川上水      | 撤退        | あり     | 新LED       | 三菱     | CH-SIV        | シングルアーム | 高音     | 新LCD       | —        | 有            |
| 6107編成 | 2次車 | 玉川上水      | 撤退        | あり     | 新LED       | 三菱     | CH-SIV        | 菱形           | 高音     | 新LCD       | —        | 有            |
| 6108編成 | 3次車 | 玉川上水      | 撤退        | あり     | LED         | 三菱     | CH-SIV        | シングルアーム | 低音     | 新LCD       | —        | 有            |
| 6109編成 | 3次車 | 小手指        | 対応        | あり     | LED         | 三菱     | CH-SIV        | 菱形           | 低音     | 新LCD       | —        | 有            |
| 6110編成 | 3次車 | 小手指        | 対応        | あり     | LED         | 三菱     | CH-SIV        | 菱形           | 低音     | 新LCD       | —        | 消滅          |
| 6111編成 | 3次車 | 小手指        | 対応        | あり     | LED         | 三菱     | CH-SIV        | 菱形           | 低音     | 新LCD       | —        | 消滅          |
| 6112編成 | 3次車 | 小手指        | 対応        | あり     | LED         | 三菱     | IBGT-SIV      | 菱形           | 低音     | LCD         | —        | 消滅          |
| 6113編成 | 4次車 | 小手指        | 対応        | あり     | LED         | 三菱     | CH-SIV        | 菱形           | 低音     | 新LCD       | —        | 消滅          |
| 6114編成 | 4次車 | 小手指        | 対応        | あり     | 新LED       | 三菱     | CH-SIV        | 菱形           | 低音     | 新LCD       | —        | 有            |
| 6115編成 | 4次車 | 小手指        | 対応        | あり     | 新LED       | 三菱     | CH-SIV        | 菱形           | 低音     | 新LCD       | —        | 有            |
| 6116編成 | 4次車 | 小手指        | 対応        | あり     | 新LED       | 三菱     | IBGT-SIV      | 菱形           | 低音     | 新LCD       | —        | 有            |
| 6117編成 | 4次車 | 小手指        | 対応        | あり     | 新LED       | 三菱     | IBGT-SIV      | 菱形           | 低音     | LCD         | —        | 有            |

アルミ車
| 編成     | 分類  | 運用関係      | 運用関係    | 車体関係 | 車体関係    | 車体関係 | 車体関係      | 車体関係       | 車体関係 | 内装関係    | 内装関係 | 内装関係      |
| 編成     | 分類  | 所属 車両基地 | 地下鉄 直通 | 戸袋窓   | 行先 表示器 | 制御装置 | 補助電源 装置 | パンタグラフ   | 電子警笛 | 車内 表示器 | 床修繕   | 座席 区分模様 |
| -------- | ----- | ------------- | ----------- | -------- | ----------- | -------- | ------------- | -------------- | -------- | ----------- | -------- | ------------- |
| 6151編成 | 5次車 | 小手指        | 対応        | 簡易封鎖 | LED         | 三菱     | IBGT-SIV      | 菱形           | 低音     | LCD         | ○        | 有            |
| 6152編成 | 5次車 | 小手指        | 対応        | 簡易封鎖 | LED         | 三菱     | IBGT-SIV      | 菱形           | 低音     | LCD         | ○        | 有            |
| 6153編成 | 5次車 | 小手指        | 対応        | 簡易封鎖 | 新LED       | 三菱     | IBGT-SIV      | 菱形           | 低音     | LCD         | ○        | 有            |
| 6154編成 | 5次車 | 小手指        | 対応        | 簡易封鎖 | 新LED       | 三菱     | IBGT-SIV      | 菱形           | 低音     | LCD         | ○        | 混在          |
| 6155編成 | 5次車 | 小手指        | 対応        | 簡易封鎖 | LED         | 三菱     | IBGT-SIV      | 菱形           | 低音     | LCD         | ○        | 混在          |
| 6156編成 | 6次車 | 武蔵丘        | 対応        | なし     | LED         | 三菱     | IBGT-SIV      | シングルアーム | 低音     | LCD         | ○        | 有            |
| 6157編成 | 6次車 | 武蔵丘        | 対応        | なし     | LED         | 東芝     | IBGT-SIV      | 菱形           | 低音     | LCD         | ○        | 有            |
| 6158編成 | 7次車 | 武蔵丘        | 対応        | なし     | LED         | 三菱     | IBGT-SIV      | 菱形           | 低音     | LCD         | ○        | 有            |

注釈
1. ↑  前面個別・側面英字併記
2. ↑  剛体架線非対応
3. ↑  1 - 5号車は有、6 - 10号車は消滅
4. ↑  1 - 5号車消滅、6 - 10号車は有

## その他
- 1993年（平成5年）8月から6101編成のモハ6201号とサハ6401号の側面行先表示器でLED式行先表示器の試験が実施された。走行中は通常表示の種別行先表示、停車中は2段表示とし、上段は種別行先、下段はスクロール表示で案内表示を行っていた[4]。表示は明朝体で、行先部分にのみ英字表記があった。1995年（平成7年）2月に通常の幕式に戻された。
- 2003年9月16日、有楽町新線池袋発小手指ゆき普通電車（6152編成）が、大泉学園 - 保谷間で踏切内に進入した2トントラックと接触し脱線した。この車両はしばらく保谷電留線に留置されていたが、約1年後に日立の工場で修復され運用に復帰した。
- 2013年（平成25年）に開始した東京メトロ副都心線と東急東横線･みなとみらい線の直通運転に先立ち、2011年9月に東急東横線内での試運転のため6154編成が南北線・東急目黒線経由で元住吉検車区に回送され[60]、夜間に東横線内で試運転を行なった[60]。その後6152編成が2012年9月3日に元住吉検車区に回送され、9月10日から武蔵小杉-元町･中華街間で日中での試運転を実施していた[61]。